# Église Saint-Gervais de Courteuil
L'église Saint-Gervais de Courteuil est une église catholique paroissiale située à Courteuil, en France. Sa partie la plus ancienne, le chœur au chevet plat, date du début du XIIIe siècle. Au XVIe siècle, il a été agrandi en deux phases par l'adjonction de collatéraux au nord et au sud. Ils sont tous les deux différents, et la courte nef avec son unique bas-côté au nord affiche encore un style différent. En dépit de cette diversité stylistique, avec la cohabitation du gothique primitif, du gothique flamboyant et de la Renaissance, sans oublier les traces des remaniements successifs, les parties orientales présentent une unité spatiale remarquable. La silhouette ramassée et les petites dimensions ne font pas oublier qu'il s'agit d'une petite église rurale sans importance, mais ceci n'empêche pas une architecture à la hauteur des différentes époques de construction. Le retable du chevet provient probablement de l'église du prieuré de Saint-Nicolas-d'Acy, qui se situait sur la même commune. On trouve également deux gisants, ce qui est rare dans la région. L'église Saint-Gervais ne manque donc pas d'intérêt, et elle a été inscrite aux monuments historiques par arrêté du 20 février 1970. Elle est affiliée à la paroisse Saint-Rieul de Senlis.

## Localisation

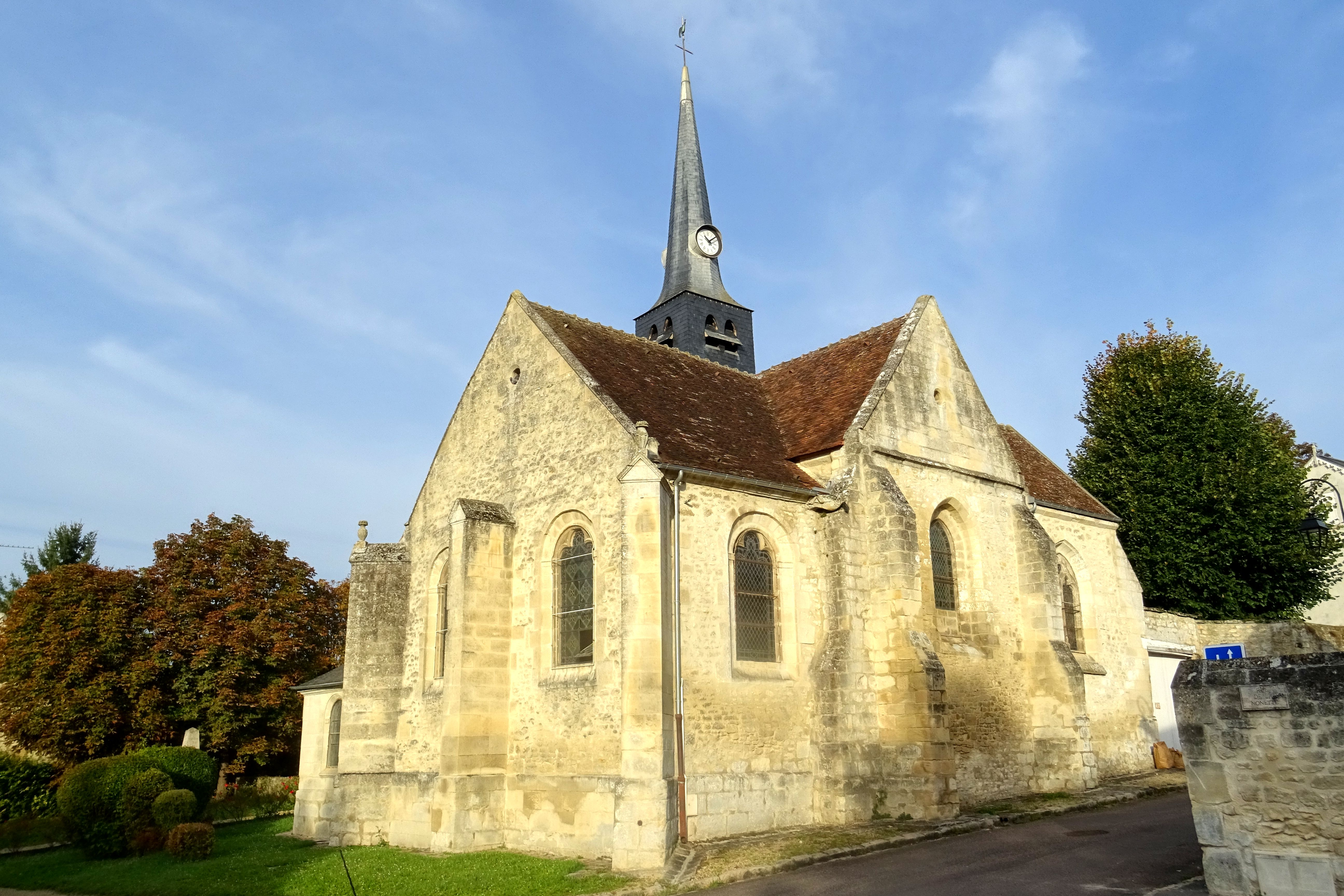
Vue générale depuis le sud-est.

L'église Saint-Gervais est située en France, en région Hauts-de-France et au sud du département de l'Oise, dans le Parc naturel régional Oise-Pays de France, sur la commune de Courteuil, à l'angle entre la rue de l'Église et la rue du Calvaire, au milieu du village. La rue du Calvaire débouche sur la croix qui commémore la mort de l'abbé Prévost, qui serait survenue à cet endroit. L'élévation méridionale, bien exposée, donne sur une petite place engazonnée, où se trouve également le monument aux morts de la commune. Un petit parvis se situe devant le portail occidental, mais le mur de clôture d'une propriété privée divise la façade occidentale en deux parties, et la partie correspondant au bas-côté nord est ainsi invisible depuis le domaine public. La rue du Calvaire longe le chevet, qui fait face à la mairie. Quant à l'élévation septentrionale, elle donne sur une courte impasse desservant une propriété privée, et n'est pas bien visible.

## Histoire

### Les origines
Courteuil existe déjà à l'époque carolingienne : Charles II le Chauve en fait don à l'abbaye de Saint-Denis par lettres patentes datées d'Attigny le 20 avril 860. La seigneurie appartient toujours aux mêmes seigneurs que le domaine de Chantilly. Jusqu'en 1346, ce sont les Bouteiller de Senlis ; à la fin de l'Ancien Régime, ce sont les princes de Condé. La collation de la cure appartient au prieuré clunisien de Saint-Nicolas-d'Acy, qui se situait au milieu du hameau du même nom, sur la commune de Courteuil, et dépendait du prieuré Saint-Martin-des-Champs de Paris. La paroisse de Courteuil relève du diocèse de Senlis jusqu'à la fin de l'Ancien Régime. Elle a pour saint patron saint Gervais, martyr. En 1416 et jusqu'au XVIe siècle, elle est réunie aux paroisses de Fontaine-Saint-Firmin, Saint-Nicolas-d'Acy et Valprofond (aujourd'hui commune d'Saint-Léonard), en raison de la chute de la population consécutive à la guerre de Cent Ans. L'histoire de la paroisse est mal connue. Au début des années 1870, l'abbé Amédée Vattier, curé de Saint-Léonard et membre du Comité archéologique de Senlis, a effectué des recherches sur l'histoire de Courteuil, mais il a presque uniquement trouvé des documents relatifs au prieuré de Saint-Nicolas-d'Acy. La seule source directe pour la paroisse de Courteuil sont les registres paroissiaux, qui ne subsistent qu'à compter de 1692. Des renseignements peuvent également être tirés des pierres tombales de certains curés,.

### Les curés de Courteuil
Le premier curé de Courteuil dont le nom soit connu est Michel Pelins, mort vers 1416. Lui succède Jean le Charon. Les deux prêtres sont curés des quatre paroisses réunies. Un autre curé du XVe siècle est Jean Matlyn, mort en 1480, dont le monument funéraire s'est conservé (voir dans Mobilier). Un fragment de pierre tombale permet de savoir que messire Salomon, mort le 29 août 16.., a été curé pendant tant d'années (le chiffre est illisible). Messire Gilles Noury, mort en septembre 1650, a été inhumé dans le chœur, et sa tombe a été cruellement martelée sous la Révolution française. Messire Jean-Louis Godard est installé comme curé vers 1689. Quand il s'occupe de ses parents malades, entre 1692 et leur décès en 1694, il doit souvent s'absenter et est remplacé par divers prêtres du voisinage : le prêtre du couvent des Cordeliers de Senlis, le curé de Saint-Léonard et le curé de Survilliers. Godard démissionne à la fin de l'année 1731 en raison de son grand âge, et il meurt le 19 janvier 1794 à l'âge de quatre-vingt-deux ans. Il est l'une des dernières personnes à être inhumées dans l'église. On en compte sept pendant la première moitié du XVIIIe siècle, la dernière en 1752. L'abbé Jean Cadot prend possession de la paroisse en 1732, mais environ un an après, il est nommé curé Saint-Denis de Crépy-en-Valois : la façon dont il tient les registres indique un homme intelligent et instruit, qui mérite mieux que la petite paroisse de Courteuil. Arrive ensuite messire Pierre Cléry, qui fournit des comptes-rendus assez précis de la vie paroissiale. C'est lui qui bénit le calvaire près de la route de Senlis, en 1743, où l'abbé Prévost subit une crise d'apoplexie vingt ans après, et c'est lui aussi qui bénit le calvaire de la place, en 1749. Il vit jusqu'en 1760. Ensuite l'abbé Nicolas de Saint-Leu, gradué de la Sorbonne, devient curé de Courteuil ; c'est probablement un neveu ou petit-neveu de Pierre de Saint-Leu, qui administre pendant de longues années le diocèse de Senlis comme vicaire général. Il aurait recueilli l'abbé Prévost dans son presbytère, et remis son cadavre aux religieux de Saint-Nicolas-d'Acy. La tombe de l'abbé Prévost se trouvait près du portail de l'église du prieuré, en entrant à gauche. Elle a été retrouvée en 1874, et contenait encore des restes des vêtements et des sandales du romancier. En 1781, un vicaire est nommé pour seconder l'abbé Nicolas de Saint-Leu. Son nom est Athanase Vallerand. Deux ans plus tard, lui succède Hyacinthe Loyez, qui devient curé en 1784. Mais il ne reste que pour une année.

### La vie de la paroisse auXVIIIesiècleet sous la Révolution

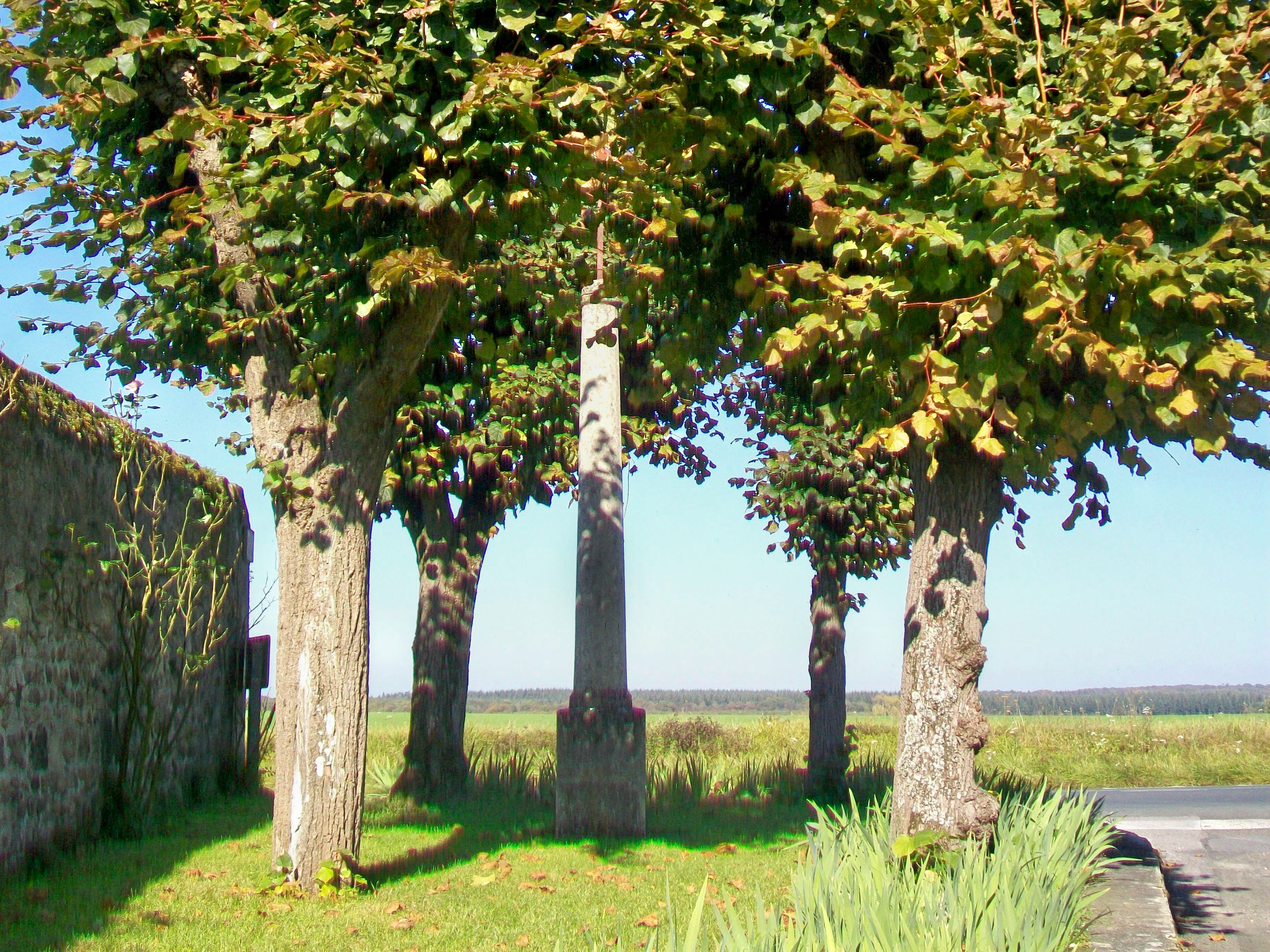
Calvaire dit de l'abbé Prévost.

Le premier événement relaté dans les registres paroissiaux est la bénédiction de deux nouvelles cloches, le 12 octobre 1721, par Messire Poictevin, prêtre du séminaire de Senlis, chanoine de la cathédrale Notre-Dame de Senlis et grand official. La grosse et la petite cloche s'étaient fendues au cours de l'année. Les nouvelles cloches, nommées « Christine » et « Marie », sont offertes par les familles Roberge, Pétrus et Gaillard, et Jean Cailleux, maître charpentier, a offert le beffroi en bois pour les accueillir. Il paie également le salaire de tous les ouvriers, et pour témoigner de sa gratitude, la paroisse promet de célébrer une messe annuelle pour le repos des âmes de ses parents, ainsi qu'une messe pour son propre salut après sa mort. L'acte est daté du 22 mai 1722. — La petite cloche ne tient que sept ans. Le 17 août 1729, une nouvelle cloche baptisée « Marguerite Christophle » est bénite solennellement par l'abbé Jean-Louis Godard et l'abbé Jean-Pierre Estancelin, curé de Saint-Pierre de Senlis. Cette nouvelle cloche dure encore moins longtemps que la précédente, cinq ans. Le parrain de la nouvelle cloche est Louis IV Henri de Bourbon-Condé. « Louise-Charlotte » est bénite par le vicaire général et doyen de la cathédrale de Senlis, messire Pierre de Saint-Leu. Après la Révolution, elle est remplacée par une cloche provenant du prieuré. Le 18 mars 1755, la sacristie construite dans « la cour basse du presbytère » est inaugurée.
Le dernier curé de Courteuil avant la Révolution est Joseph-Antoine Legat, qui prend possession de la paroisse en 1785 et prête sermon à la Constitution civile du clergé au début de 1791. Legat signe son dernier acte le 24 octobre 1792, quand le registre paroissial est clos et remplacé par le nouveau registre d'état civil. Le 20 octobre 1793, à la période qui voit l'interdiction du culte catholique partout en France, il renie son sacerdoce et épouse une jeune fille de quinze ans, alors qu'il en a quarante-et-un. En l'an IV, Legat devient adjoint municipal, c'est-à-dire officier d'état civil. Les actes qu'il rédige dans le cadre de ses nouvelles responsabilités sont enveloppés dans des feuilles de parchemin arrachées à un missel gothique, ou à un livre manuscrit de Richard de Saint-Victor. Maître Louis Vatin, notaire à Senlis, est chargé de la vente des biens de la cure, qui sont adjugés à Louis Gombart pour la somme de 7 225 livres. Les biens de la fabrique sont divisés en neuf lots, et produisent la somme de 25 400 livres. Les actes notariés correspondants sont conservés aux Archives départementales Le rétablissement du culte à Courteuil ne se fait apparemment pas avant le Concordat de 1801, car l'abbé Vattier ne mentionne pas ce fait dans son article, qui couvre la période jusqu'à 1800. Le diocèse de Senlis est définitivement supprimé, et le territoire correspondant au département de l'Oise est rattaché au diocèse d'Amiens. Le diocèse de Beauvais, rétabli en 1822, couvre l'ensemble du territoire de l'Oise depuis cette date.

### L'histoire de l'église

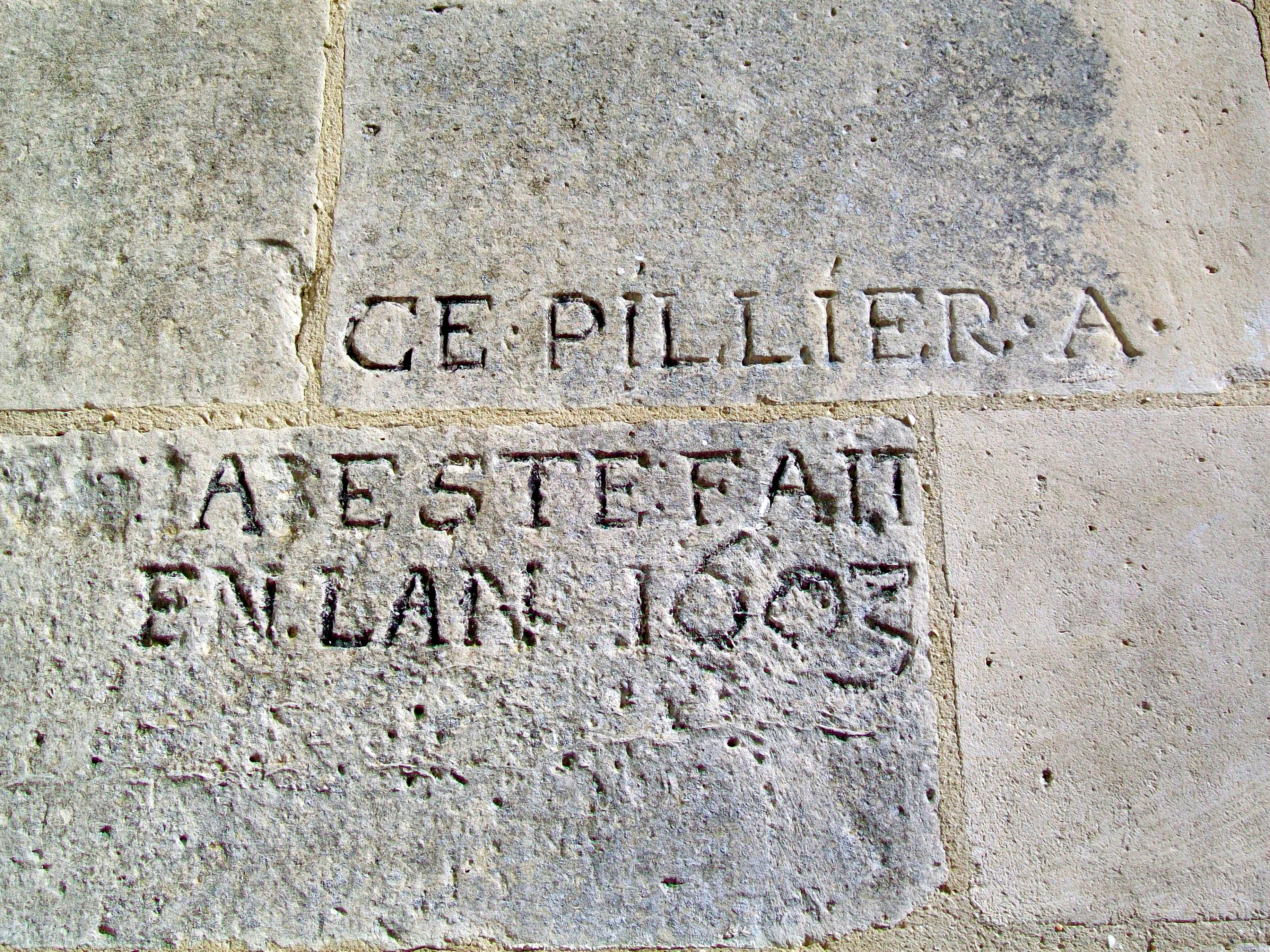
Inscription sur le contrefort sud de la nef, entre les deux travées.

Les documents font défaut, mais les différentes campagnes de construction de l'église peuvent être distinguées grâce à l'analyse archéologique. Le chœur au chevet plat constitue la partie la plus ancienne de l'église. Son style gothique primitif correspond au début du XIIIe siècle. Initialement le chœur est dépourvu de bas-côtés. Un collatéral nord est ajouté au premier quart du XVIe siècle, et un collatéral sud est édifié pendant la seconde moitié du XVIe siècle. Le premier est de style gothique flamboyant ; le second est influencé par la Renaissance. La construction de la nef et du bas-côté est datée du début du XVIIe siècle par Dominique Vermand : en effet, une inscription sur un contrefort au sud porte la date de 1603. Or, le style gothique flamboyant tardif des parties occidentales parle plutôt en faveur d'une date autour du milieu du XVIe siècle, entre la construction du premier et du second collatéral. Dans cette hypothèse, ce ne serait que le contrefort qui daterait de 1603, ainsi que peut-être les deux fenêtres du sud. Comme déjà signalé, une sacristie a été inaugurée en 1755 ; étant donné sa situation dans la cour basse du presbytère, ce n'est peut-être pas la même que l'on voit aujourd'hui, d'autant plus que la porte n'a été percée qu'au troisième quart du XIXe siècle (voir ci-dessus). L'église Saint-Gervais a été inscrite aux monuments historiques par arrêté du 20 février 1970. Grâce à l'action efficace de l'Association pour la sauvegarde de l'église et la défense du patrimoine culturel de Courteuil, elle a été remarquablement bien restaurée. Courteuil fait aujourd'hui partie de la paroisse Saint-Rieul de Senlis. Des messes dominicales y sont célébrées le samedi précédant le premier dimanche des mois pairs, à 18 h 30.

## Description

Plan de l'église.

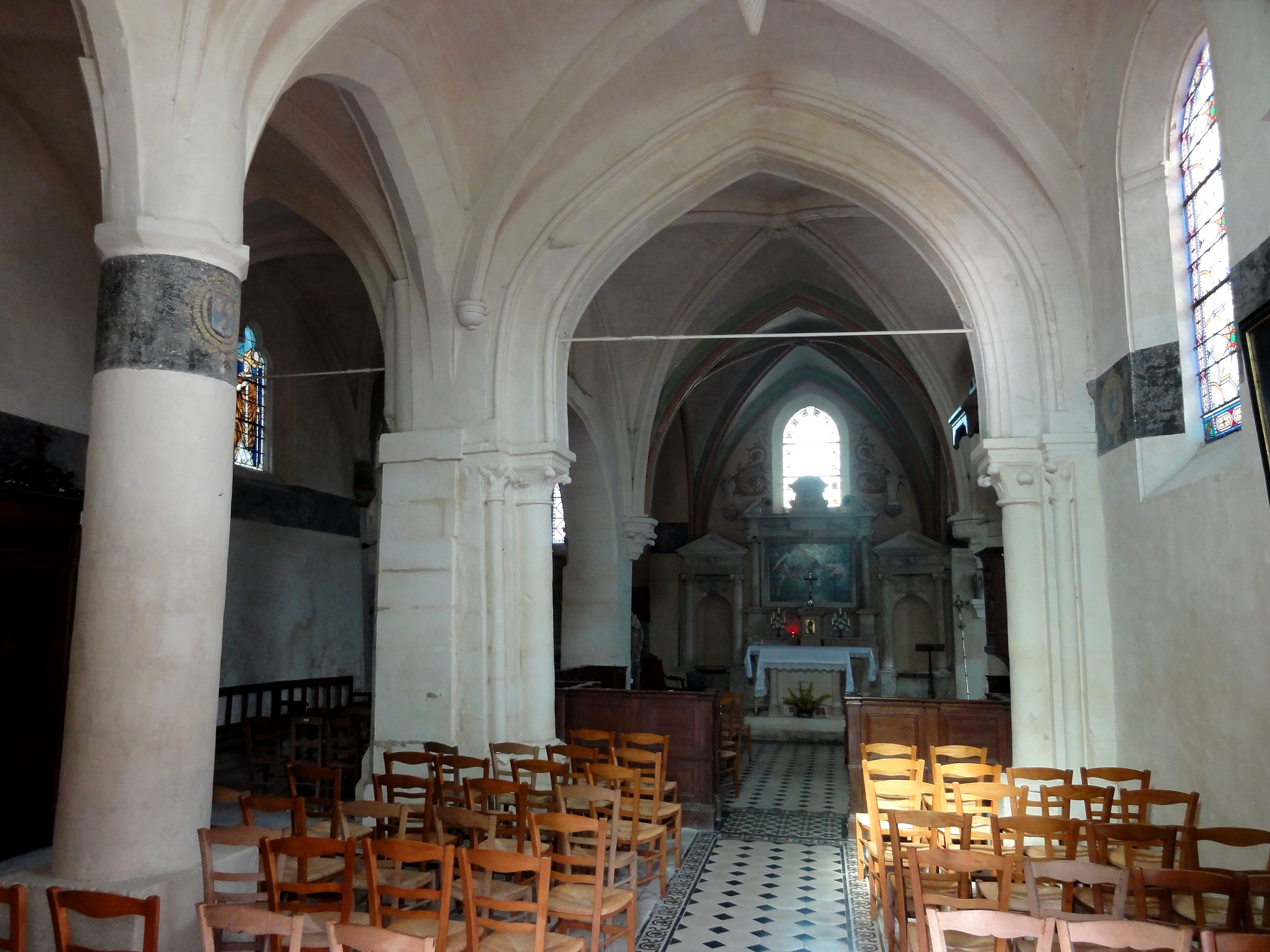
Nef, vue vers l'est.

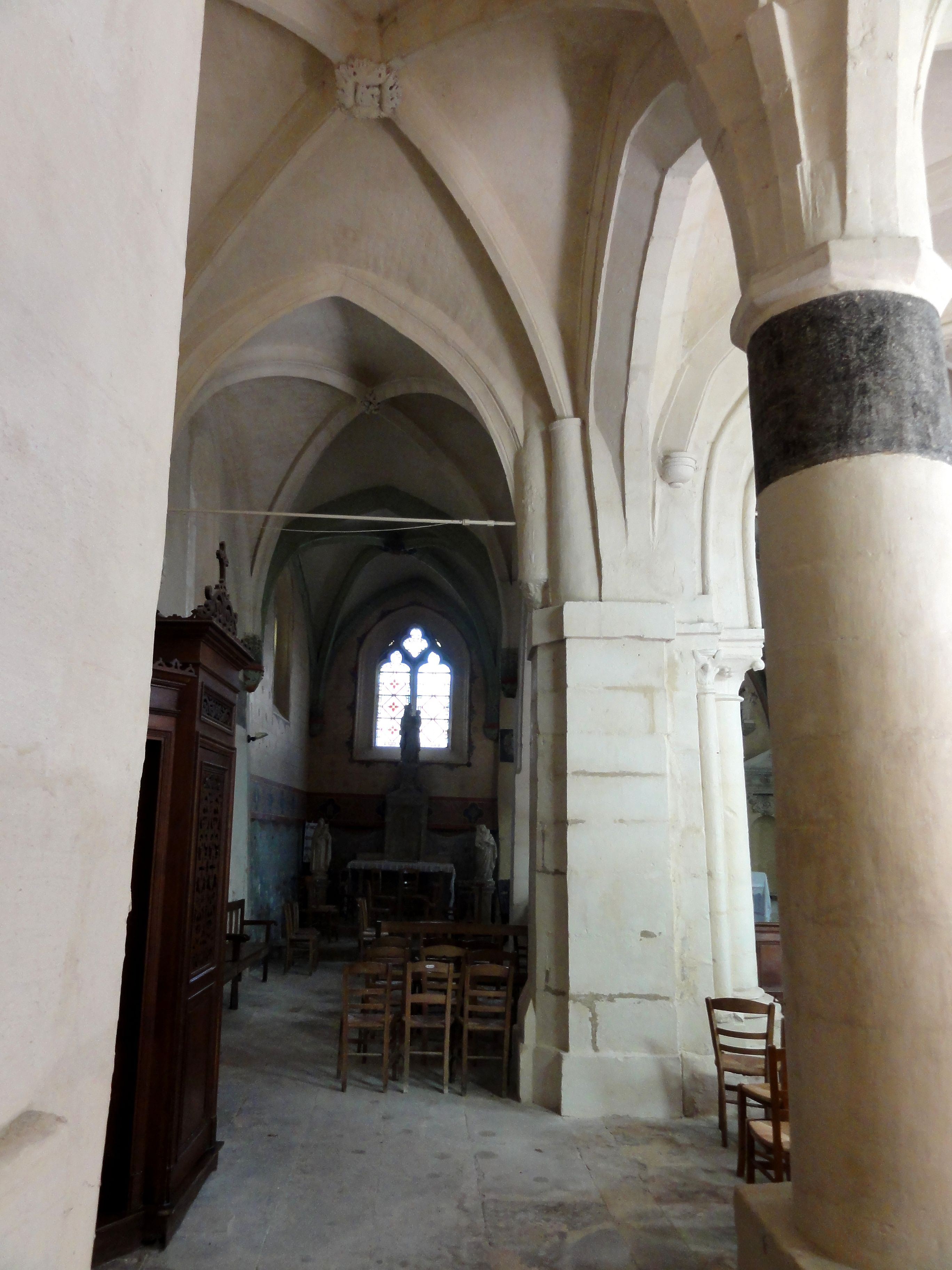
Bas-côté, vue vers l'est.

### Aperçu général
À peu près orientée, l'église se compose d'une nef de seulement deux travées, accompagnée d'un unique collatéral au nord ; d'un chœur de deux travées ; et de deux chapelles latérales du chœur, une dans le prolongement du bas-côté nord et une au sud. Elles ont également deux travées et communiquent avec le chœur, et se terminent, comme lui, par un chevet plat. Une sacristie occupe l'angle entre la nef et la chapelle du sud. L'ensemble de l'église est voûté d'ogives. La structure des toitures est particulière, car le collatéral est recouvert par un toit perpendiculaire à celui de la nef, avec un pignon vers le nord. La chapelle du sud est couverte de la même façon, avec donc un pignon vers le sud, ce qui est courant pour les chœurs-halle de la région. Quant à la chapelle du nord, chacune des deux travées est recouverte d'un toit en bâtière indépendant, perpendiculaire à l'axe du vaisseau central, avec donc deux pignons distincts au nord. De ce fait, trois pignons se succèdent au nord. Le petit clocher en charpente avec sa fine flèche galbée s'élève au-dessus de la première travée du chœur.

### Intérieur

#### Nef et bas-côté
La modeste nef se présente, selon Dominique Vermand, dans un style gothique finissant : si le voûtement d'ogives est encore longtemps utilisé sous la Renaissance, les maîtres d'œuvre du dernier quart du XVIe siècle et du début du XVIIe siècle ne manquent généralement pas à introduire quelques éléments sculptés reflétant ce style, que ce soient des chapiteaux, des culs-de-lampe, des frises ou des entablements ; et ils donnent aux nervures des voûtes un profil de préférence méplat, comme on peut le voir dans les nombreuses églises Renaissance du pays de France voisin : Goussainville, Mareil-en-France et Roissy-en-France, par exemple. Or, en l'occurrence, les nervures des voûtes affectent encore un profil presque aigu, qui n'est certes plus prismatique comme à la période flamboyante, mais ne présente qu'un mince filet sur sa face. Seulement les deux fenêtres au sud sont en plein cintre. Les ogives sont en cintre surbaissé, et l'arc-doubleau séparant les deux travées est en arc à peine brisé, mais les grandes arcades vers le bas-côté sont clairement en tiers-point. Il n'y a pas de formerets. Les seuls éléments sculptés sont les clés de voûte pendantes, qui sont des cônes gravés de lignes diagonales entrecroisées, flanqués de quatre feuilles festonnées appliquées. Les culs-de-lampe qui reçoivent les ogives dans les extrémités nord-ouest et nord-est sont seulement moulurés, et il n'y a pas de supports au sud, où les nervures pénètrent directement dans le mur. Le pilier central des grandes arcades est de section ronde et appareillé en tambour. Il n'a pas de base, mais repose directement sur un socle cubique, sans mouluration. En haut, les quatre voûtes de la nef et du bas-côté retombent sur un tailloir octogonal simplement chanfreiné. Au début et à la fin des grandes arcades, l'architecte s'est contenté d'un bandeau à faible relief en guise de tailloir. Il n'y a pas de supports à proprement parler, et les arcades se fondent directement dans les murs. Quant à l'intéressant arc triomphal vers le chœur, elle fait partie de celui-ci, et date du début du XIIIe siècle (voir ci-dessous).
Le bas-côté a sans doute toujours été enclavé dans une propriété privée, ce qui seul peut expliquer son principal défaut, l'absence totale de fenêtres. La première travée est en outre encombrée par la cage d'escalier desservant les combles. Sombre et étroit, sans continuité visuelle avec le sanctuaire, le bas-côté est de faible utilité, et n'accueille guère de chaises de fidèles. Il abrite seulement le confessionnal. Stylistiquement, le bas-côté est presque homogène avec la nef. Les clés de voûte sont décorées de feuilles frisées, ce qui évoque la période flamboyante, alors que les clés pendantes n'apparaissent qu'au tout début de la Renaissance. Reste à mentionner la litre funéraire, qui court sur les murs de toute l'église, sauf quelques piliers, et qui est remarquablement bien conservée. Elle a été successivement redécouverte à partir du troisième quart du XIXe siècle, quand les trois fleurs de lys avec la couronne des Condé et un triple collier apparut aux maçons qui percèrent la nouvelle porte ouvrant dans la sacristie.

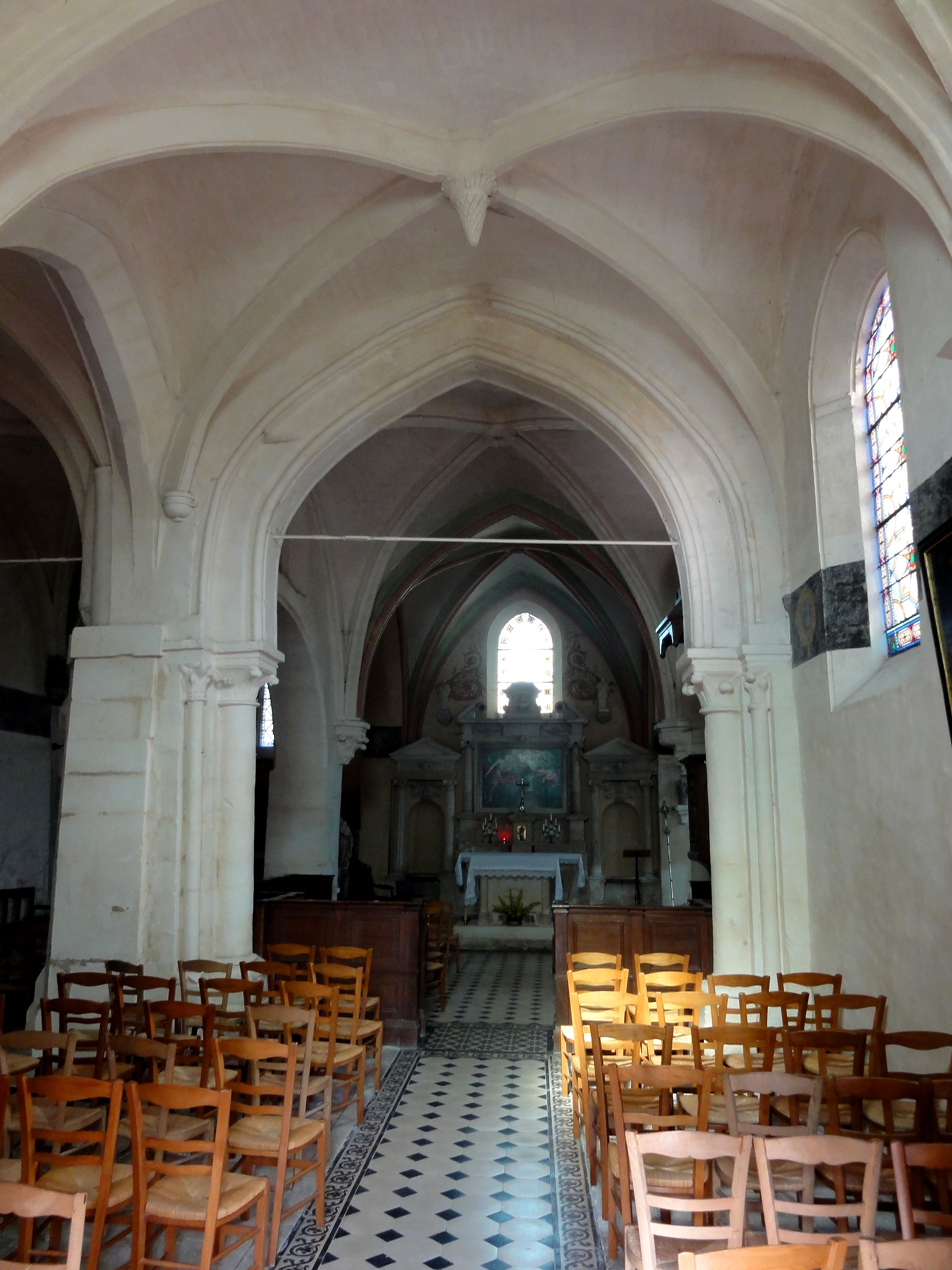
Nef, vue vers l'est.
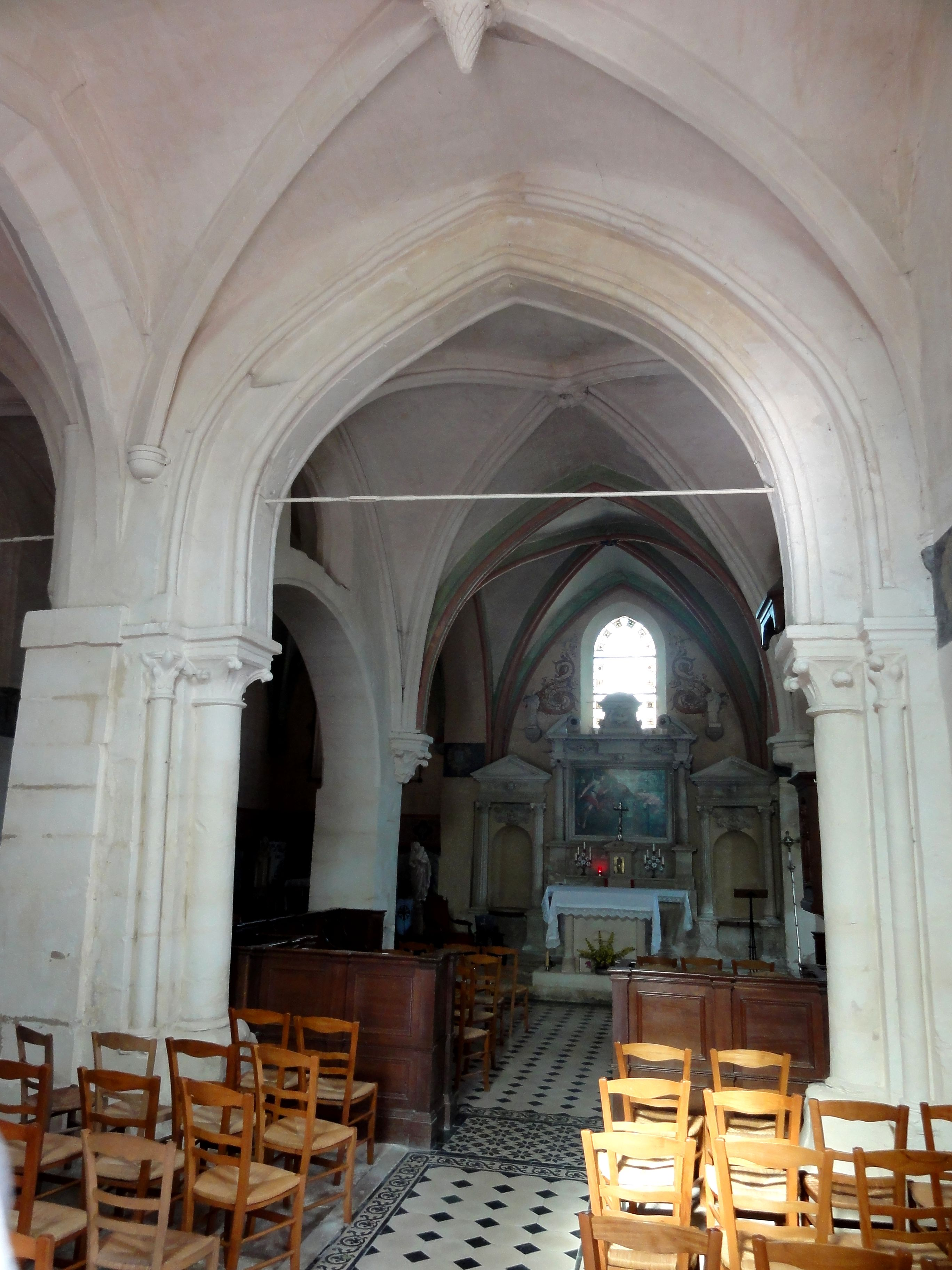
Nef, vue vers l'est sur l'arc triomphal.
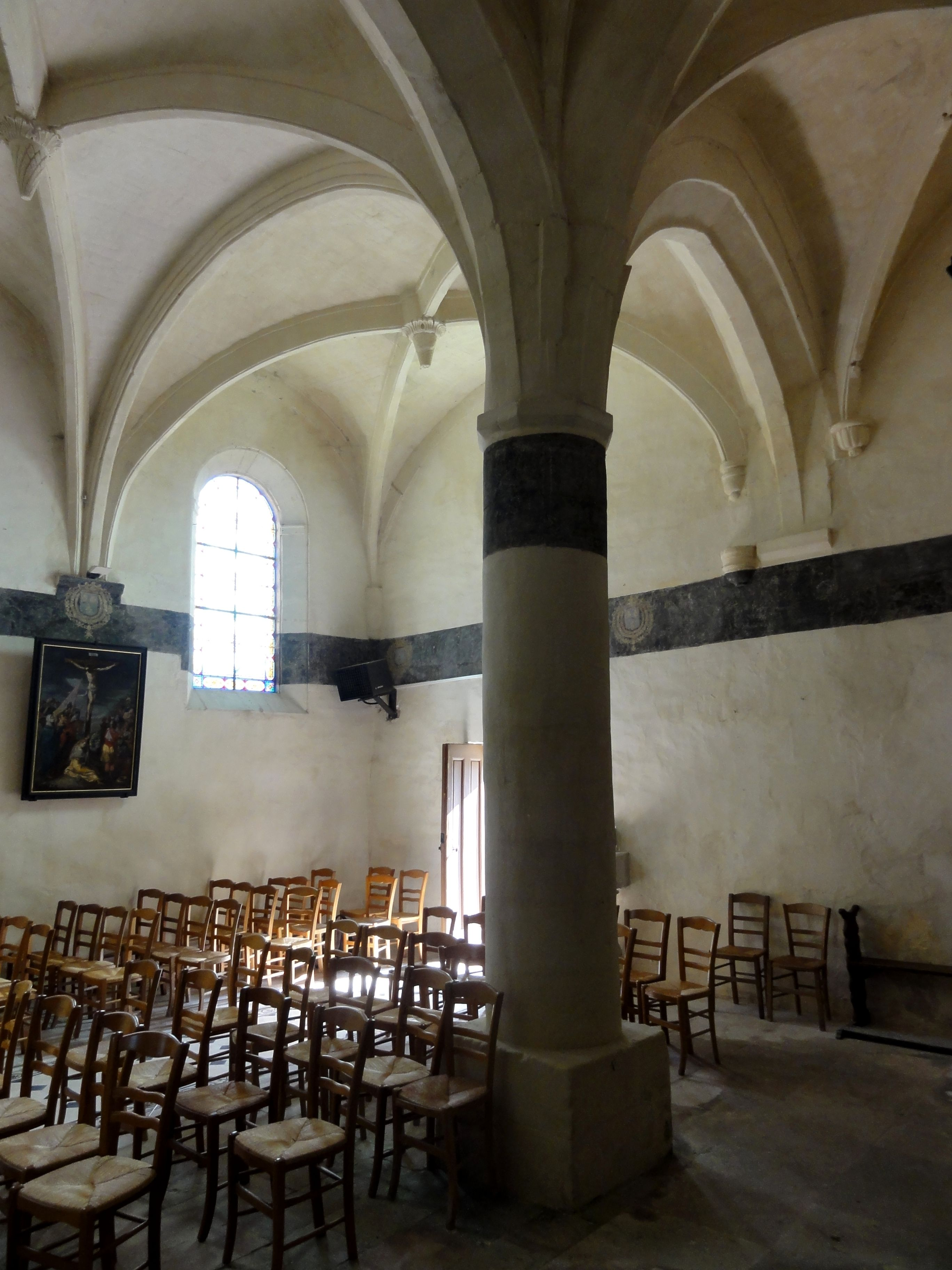
Bas-côté, vue vers le sud-ouest, dans la nef.
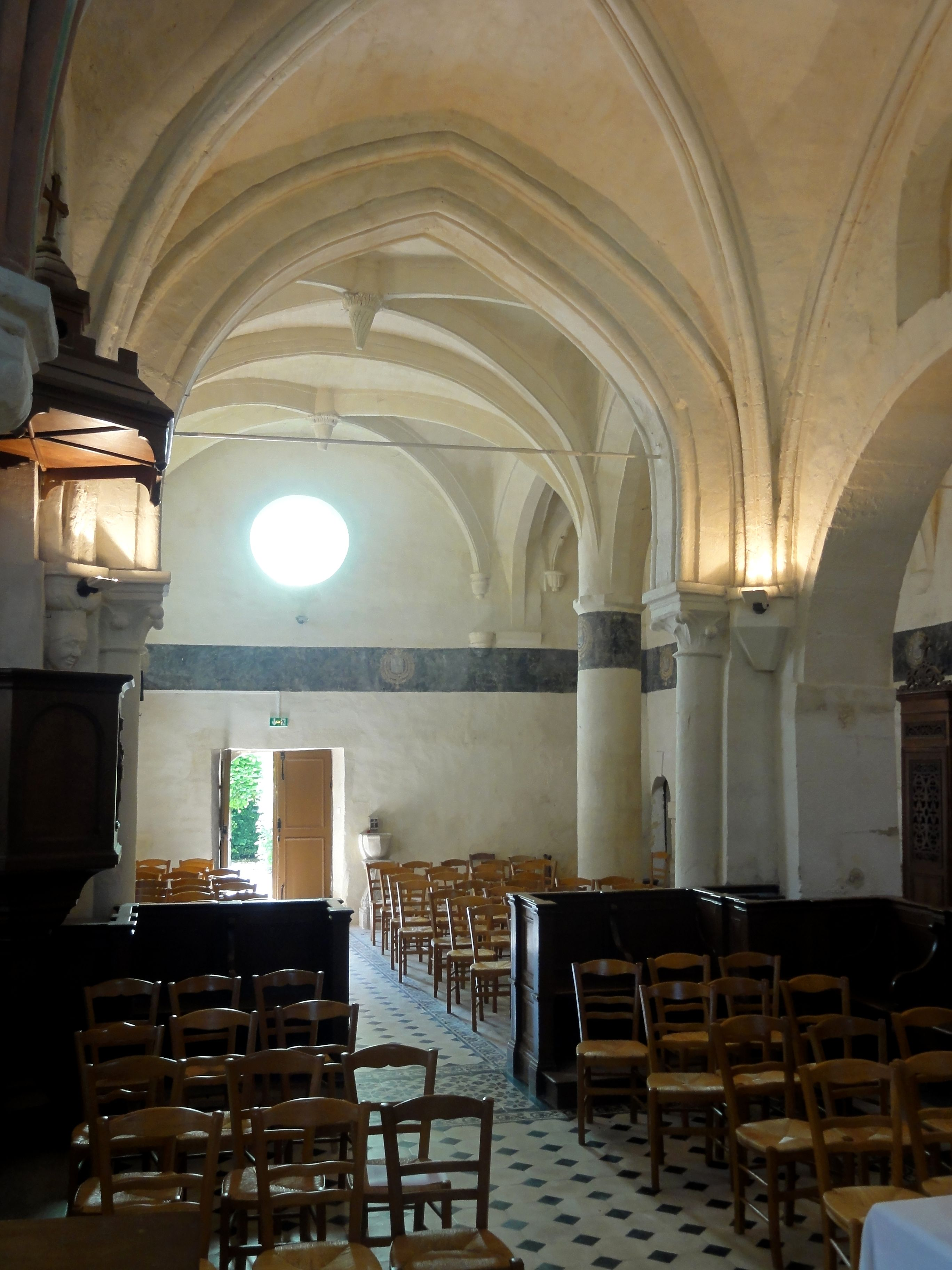
Chœur, vue vers l'ouest dans la nef.
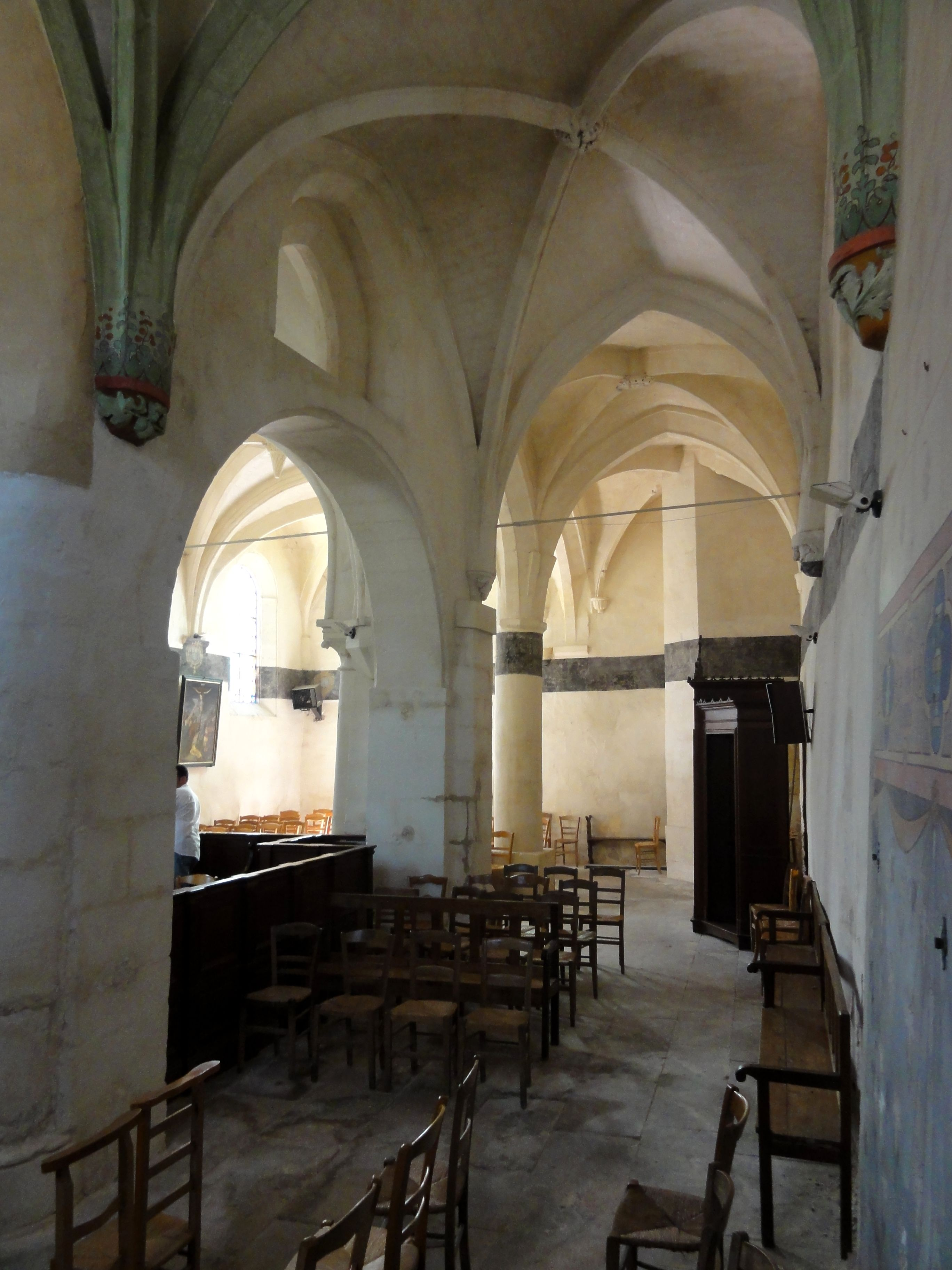
Chapelle nord, vue vers l'ouest dans le bas-côté.
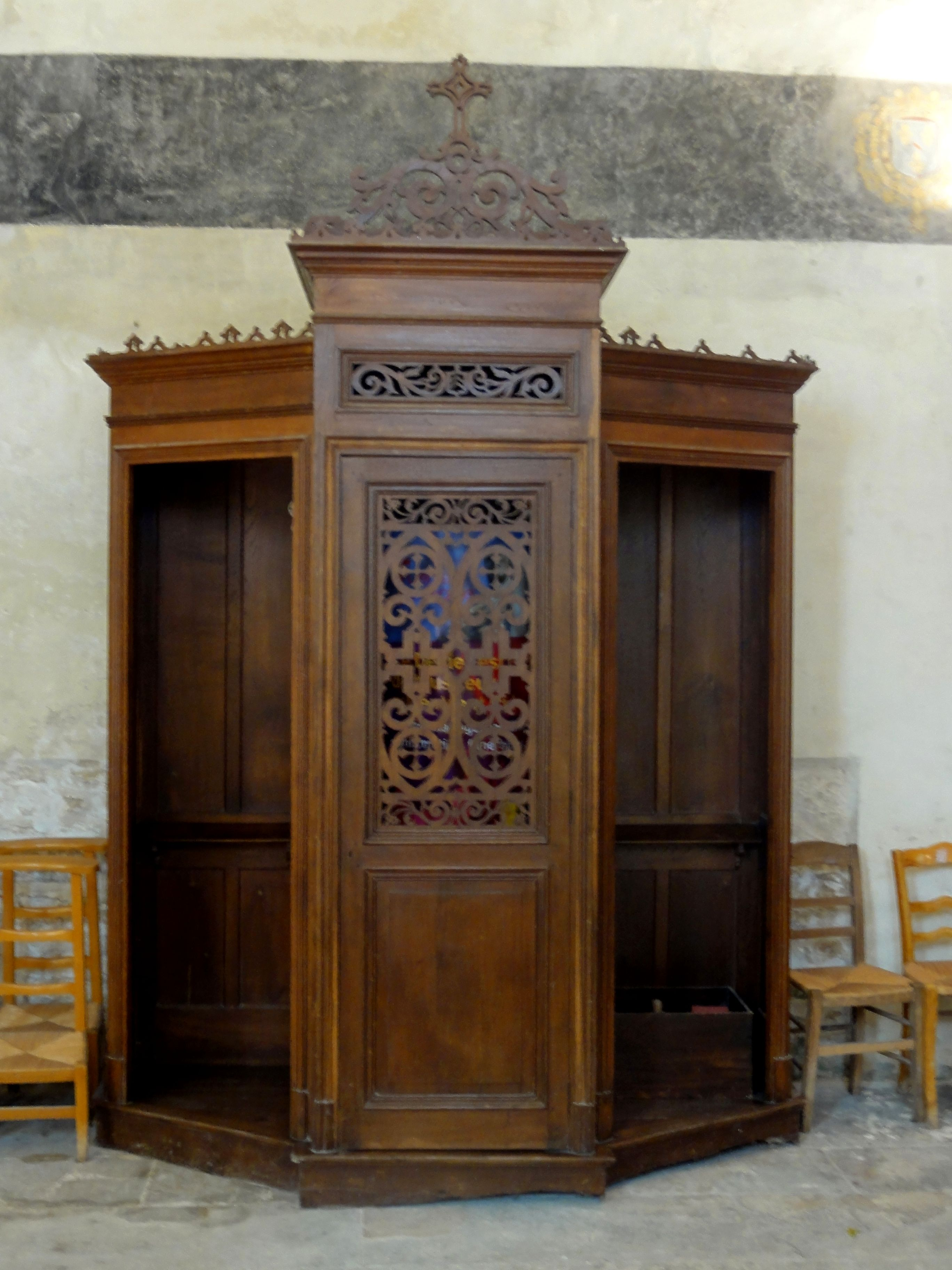
Bas-côté, confessionnal.

#### Chœur

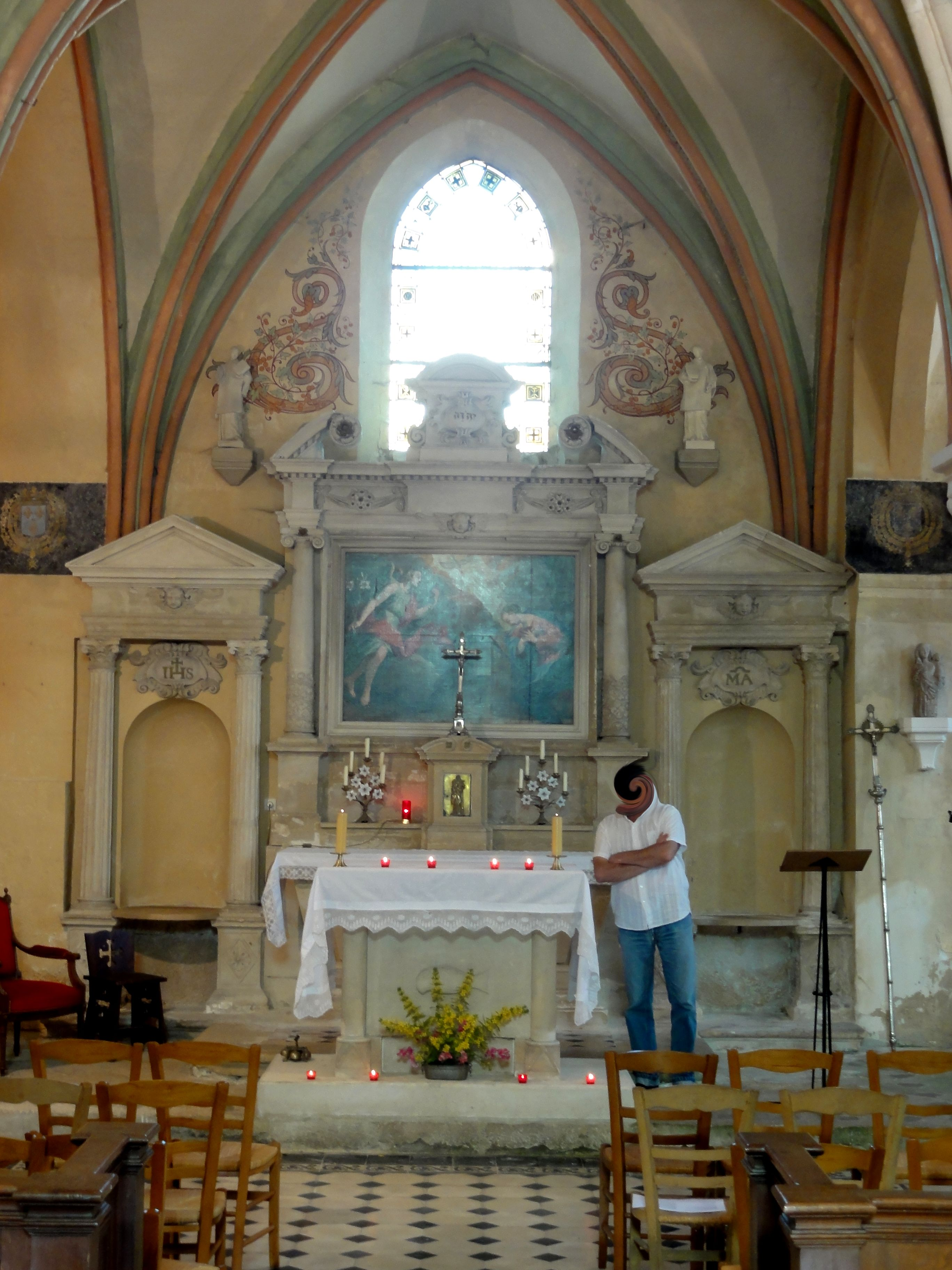
Sanctuaire.

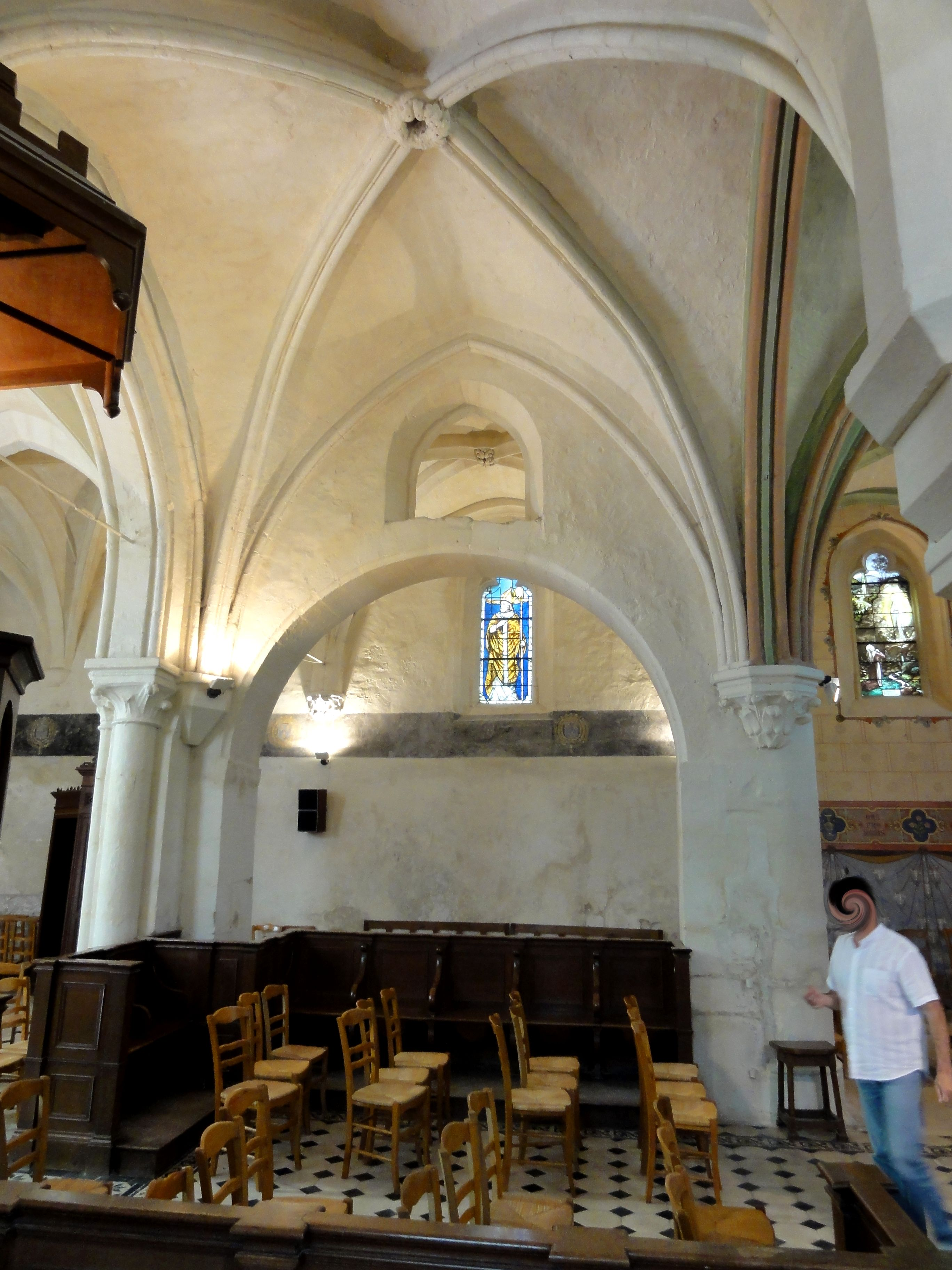
1re travée, côté nord.

Le chœur représente la partie la plus ancienne de l'église. Il a profondément changé d'aspect depuis l'adjonction des deux chapelles ou bas-côtés au XVIe siècle, et ses murs latéraux ont été quasiment supprimés, mais il en reste encore suffisamment de vestiges pour dire qu'il était initialement dépourvu de bas-côtés. En effet, lors de la construction de la première chapelle, celle du nord, on a percé une arcade dans le mur de la première travée du chœur. Cette arcade n'est pas moulurée et assez basse pour laisser subsister la moitié supérieure d'une fenêtre, qui était une lancette simple en tiers-point. La seconde arcade du nord est différente, car ici, le mur a été entièrement démoli, et le piédroit de gauche a été retaillé afin de suggérer une colonne engagée. Ce qui apparaît comme arcade est en réalité le formeret de la voûte, mis en exergue par la polychromie architecturale, contrairement aux nervures de la première travée. Lors de la construction de la seconde chapelle, après le milieu du XVIe siècle, on a procédé d'une manière différente. Afin de pouvoir supprimer les murs méridionaux des deux travées du chœur, et obtenir ainsi deux arcades ou doubleaux analogues, le maître d'œuvre a opté pour une reprise en sous-œuvre. Il a sans doute fait construire un pilier central, comme au nord de la nef, avant de supprimer les murs porteurs. Le pilier manque quelque peu de style. Il est cylindrique et a pour base un tore aplati. Le haut socle est également cylindrique. Un chapiteau fait défaut, tout comme dans la nef. Un filet en guise d'astragale sépare le pilier de l'emplacement habituellement occupé par la frise. Le tailloir est une simple tablette octogonale à un ressaut. Suivent encore deux tailloirs supplémentaires, qui sont assez hauts et moulurés d'une plate-bande et d'un chanfrein, ainsi que partiellement, vers l'est seulement, d'un quart-de-rond. Cette curieuse disposition résulte sans doute de la méthode de construction, et les tailloirs supplémentaires ont dû être insérés après la construction du pilier proprement dit. Les doubleaux vers la chapelle sont de simples rangs de claveaux de section trapézoïdale. Ceci sont les éléments du chœur qui datent du XVIe siècle. Tout le reste, sauf bien sûr le mobilier, date d'origine.
Depuis la nef, le chœur s'ouvre par un arc triomphal en tiers-point, qui est à double rouleau et affecte un tracé surhaussé, c'est-à-dire que l'arcade présente une courte section verticale de chaque côté, ou que les tailloirs ne sont pas situés à la retombée réelle de l'arcade. Le rouleau inférieur retombe sur deux colonnes engagées. Le rouleau supérieur côté nef retombe sur de fines colonnettes, tandis que le rouleau supérieur côté chœur se partage un cul-de-lampe sculpté d'une tête humaine avec une ogive et un formeret au sud. Au nord, un culot purement fonctionnel remplace le cul-de-lampe d'origine. Les quatre chapiteaux sont sculptés de crochets. Au sud, les nervures des feuilles du gros chapiteaux sont ornées de perles, comme sur certains chapiteaux du chœur de la cathédrale Notre-Dame de Senlis. Le rouleau supérieur est mouluré d'un tore dégagé, et le rouleau inférieur est au profil d'un méplat entre deux tores dégagés, ce qui est le profil le plus fréquent à la première période gothique. Dans le chœur, le maître d'œuvre a simplifié les supports au maximum, en se contentant d'un cul-de-lampe dans chaque angles et à la retombée du doubleau intermédiaire, comme à Saint-Jean-aux-Bois. Ce n'est pas pour autant que des compromis ont été faits sur le plan esthétique, car on n'a pas renoncé à des formerets, et les culs-de-lampe ainsi que les clés de voûte sont délicatement sculptés. La Révolution est, selon l'abbé Vattier, à l'origine d'actes de vandalisme dans l'église, et le cul-de-lampe au sud du doubleau est mutilé. Cependant, il est difficile de suivre l'opinion de l'abbé Vattier que le motif était une triple tête, dont ne resteraient que les parties supérieures et les mentons : rien ne l'indique, et en l'absence de preuves, un décor de feuillages paraît plus évident. Au sud, le cul-de-lampe est sculpté de crochets. Dans les deux cas, les tailloirs sont des demi-octogones. Dans l'angle sud-ouest, on voit une tête humaine. En face, dans l'angle nord-ouest, on ne voit qu'un culot purement fonctionnel, qui ne devrait résulter d'une réfection. Près du chevet, les supports ont disparu lors de la pose des boiseries de style Louis XIII, qui proviendraient du prieuré de Saint-Nicolas-d'Acy. Il reste à revenir sur les voûtes, dont les ogives sont au profil d'une arête entre deux tores. C'est encore un profil très courant à l'époque. Sur le doubleau, un peu plus large que les ogives, un filet se substitue à l'arête. Les clés de voûte sont de petites couronnes de feuillages,.

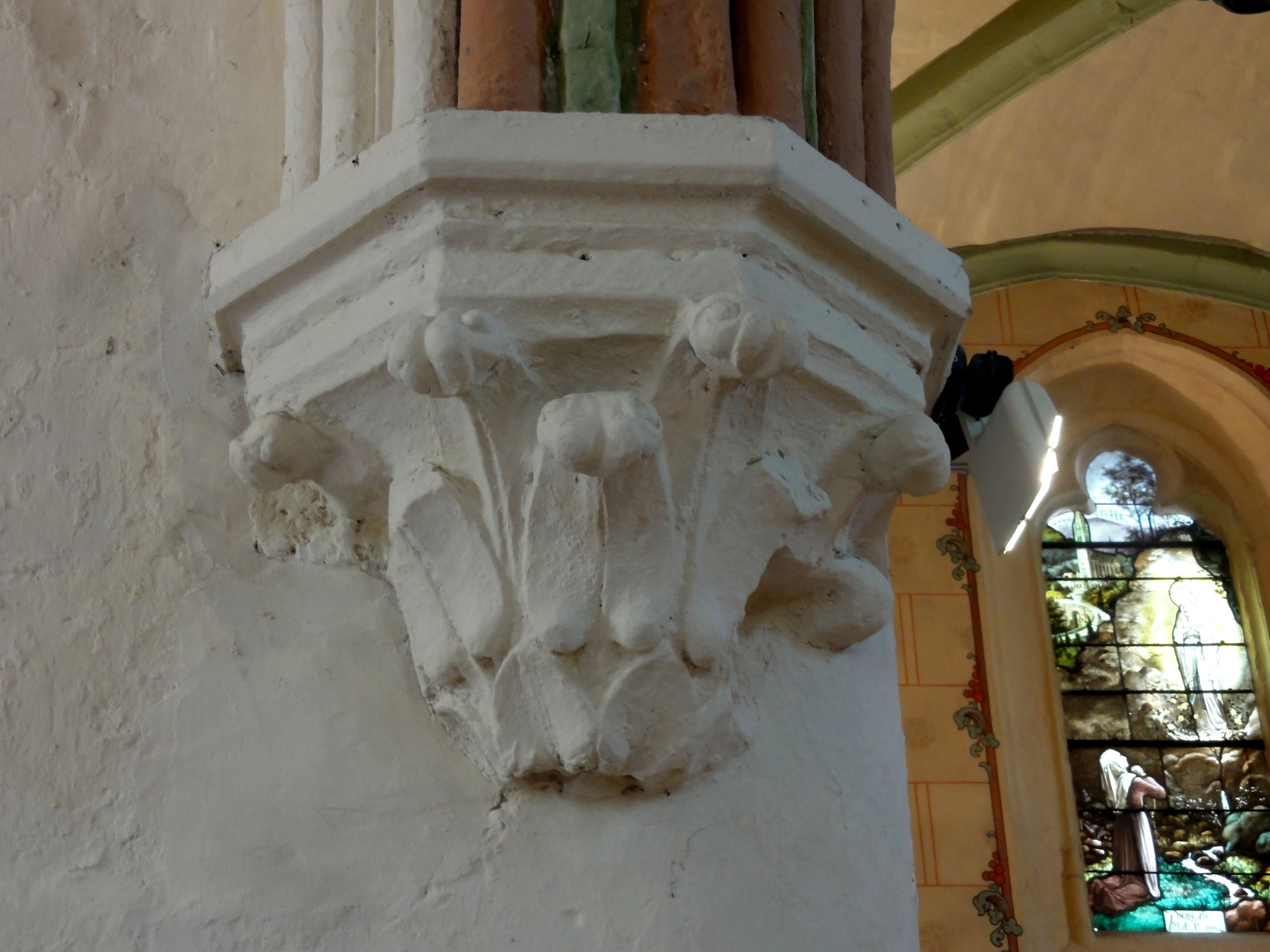
Cul-de-lampe du doubleau, au sud.
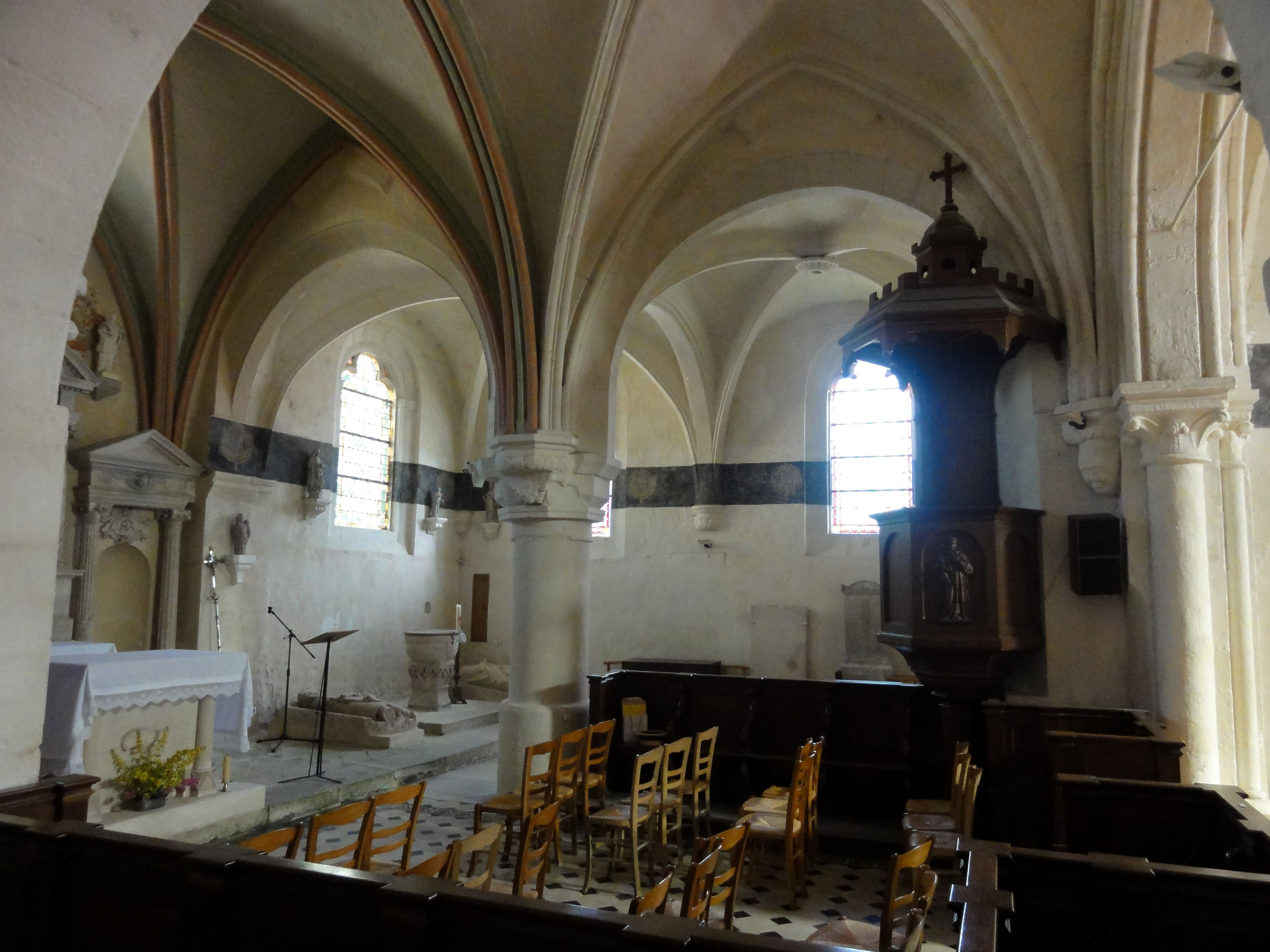
Élévation sud.
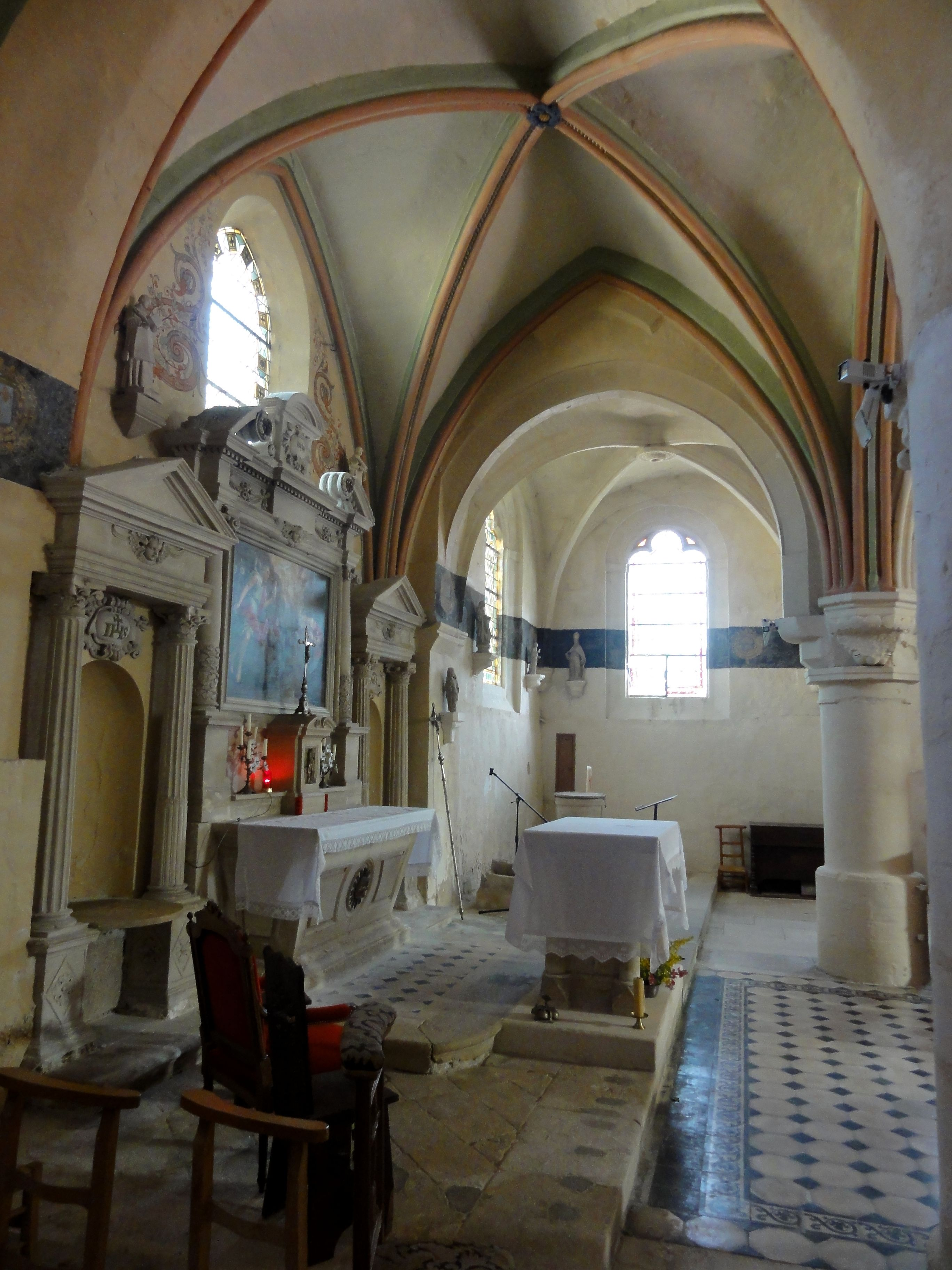
2e travée, vue vers le sud.
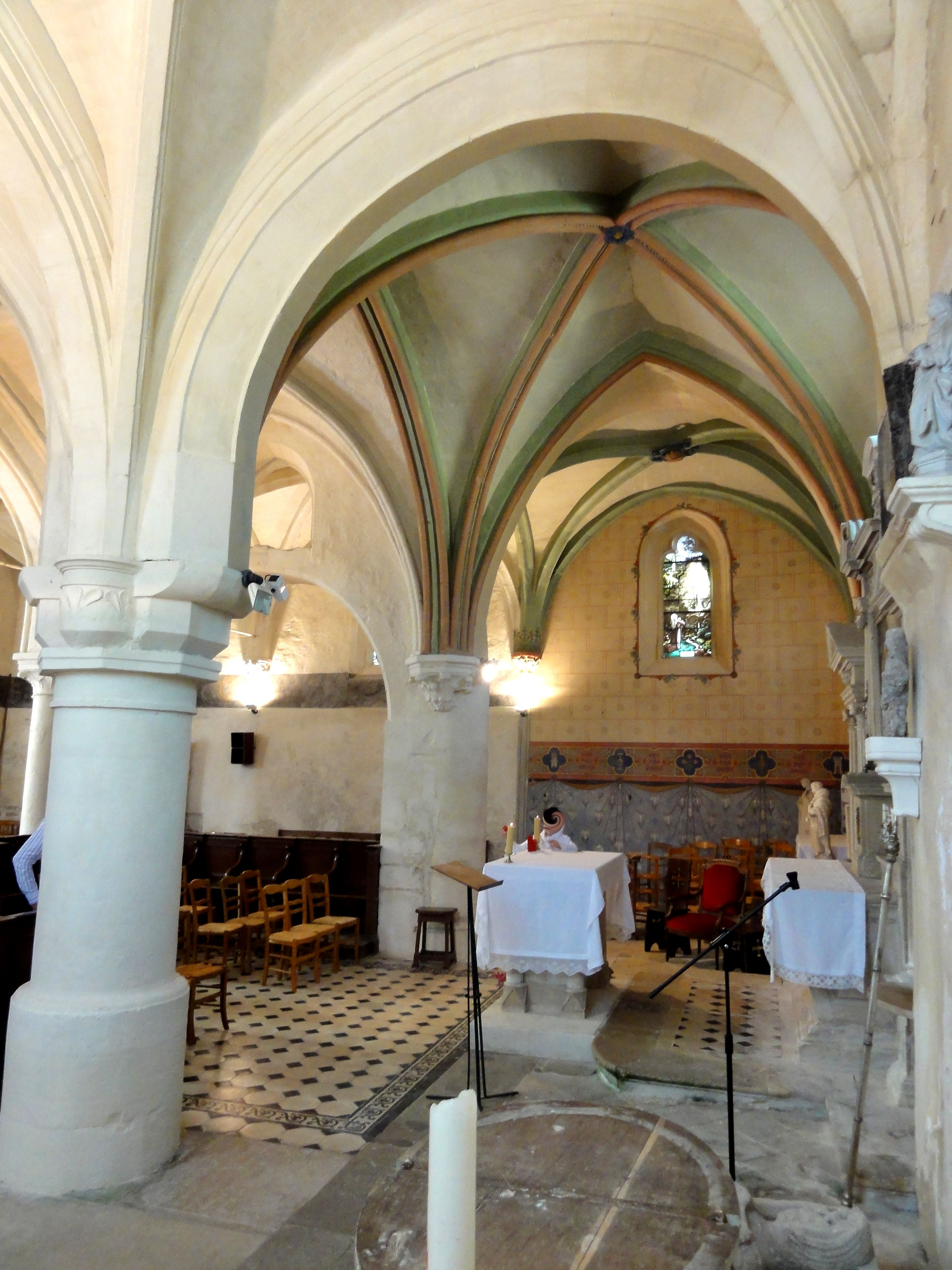
2e travée, vue vers le nord.
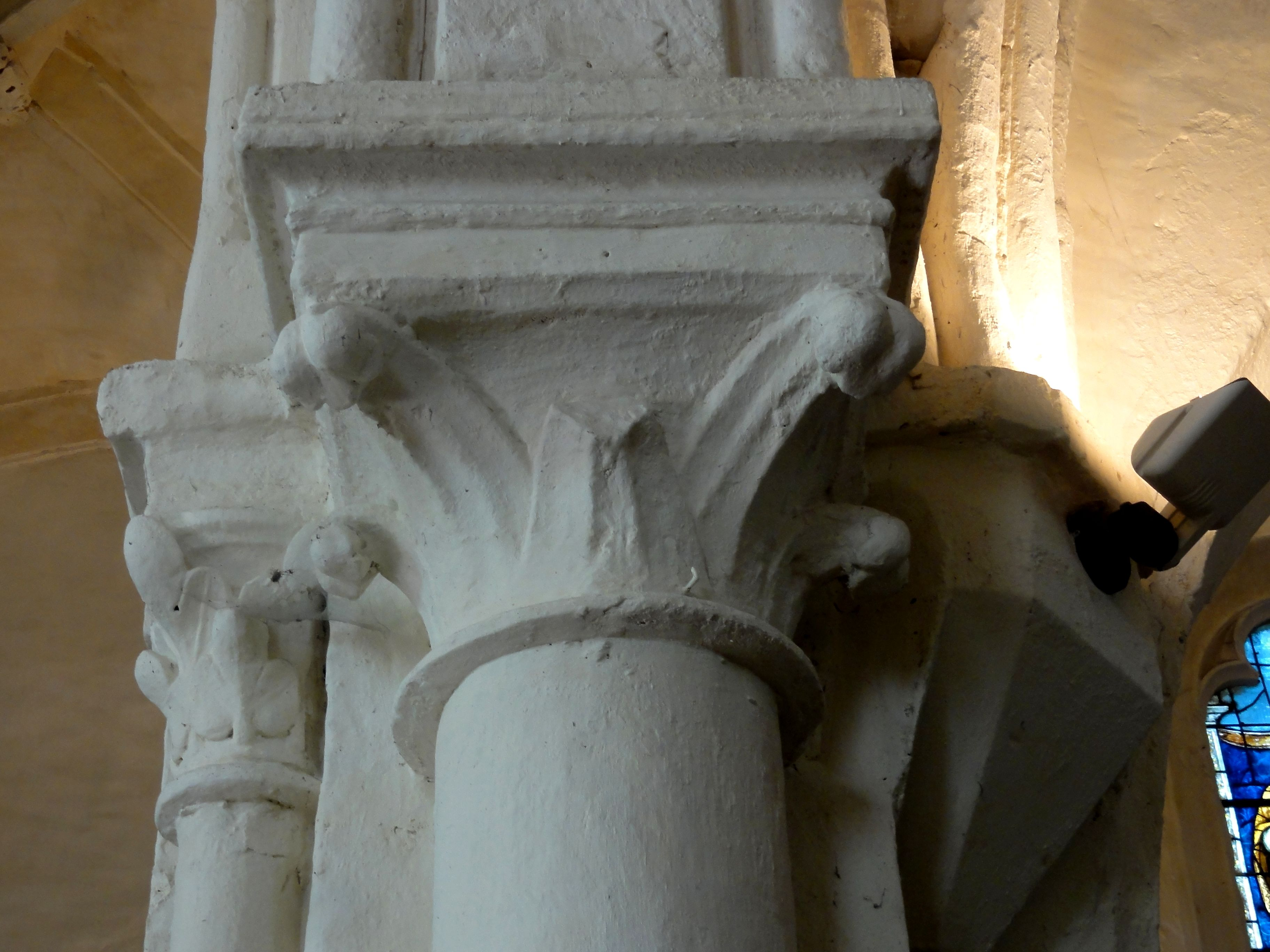
Chapiteaux de l'arc triomphal (nord).
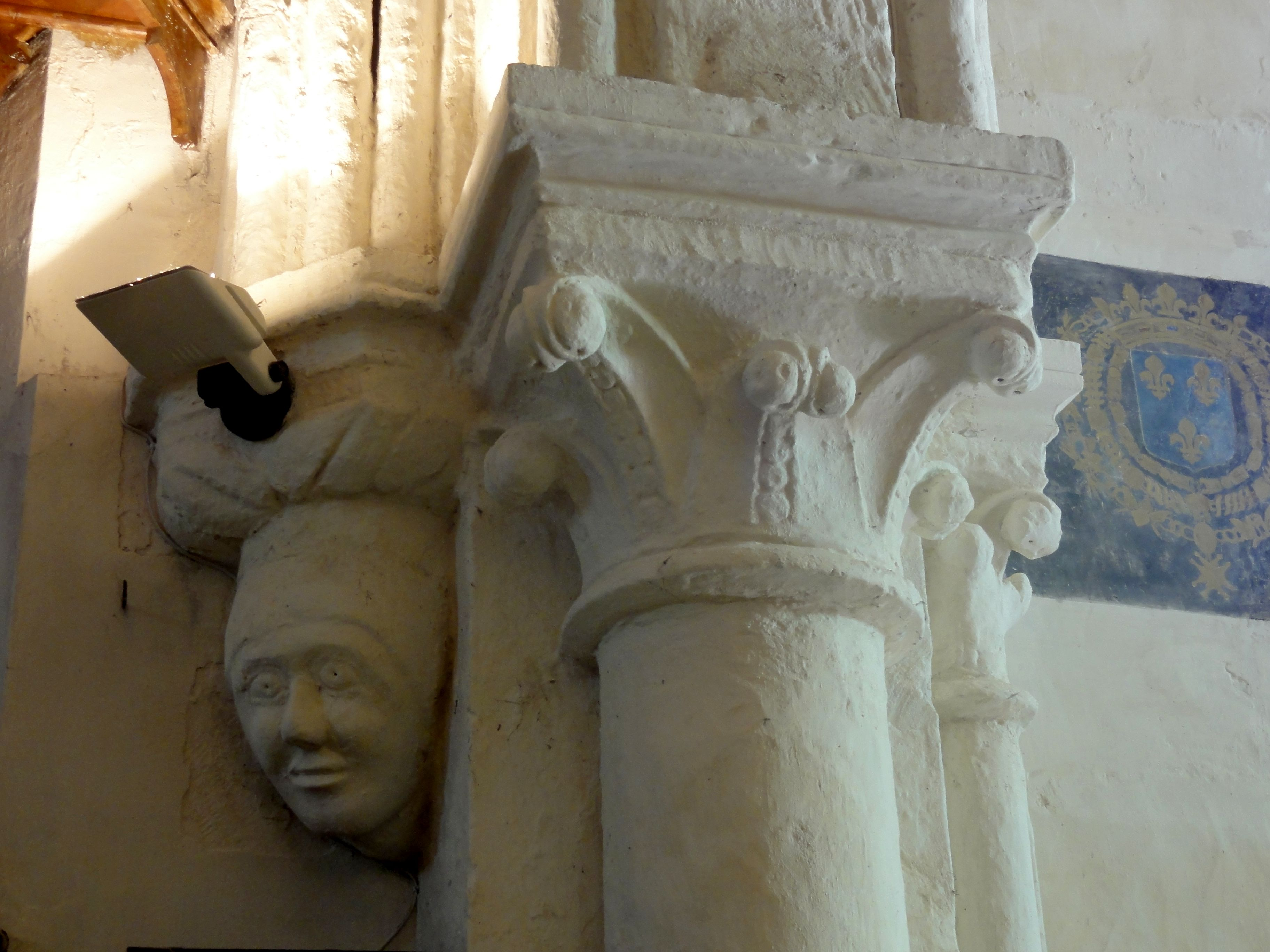
Cul-de-lampe et chapiteaux (sud).

#### Chapelles latérales

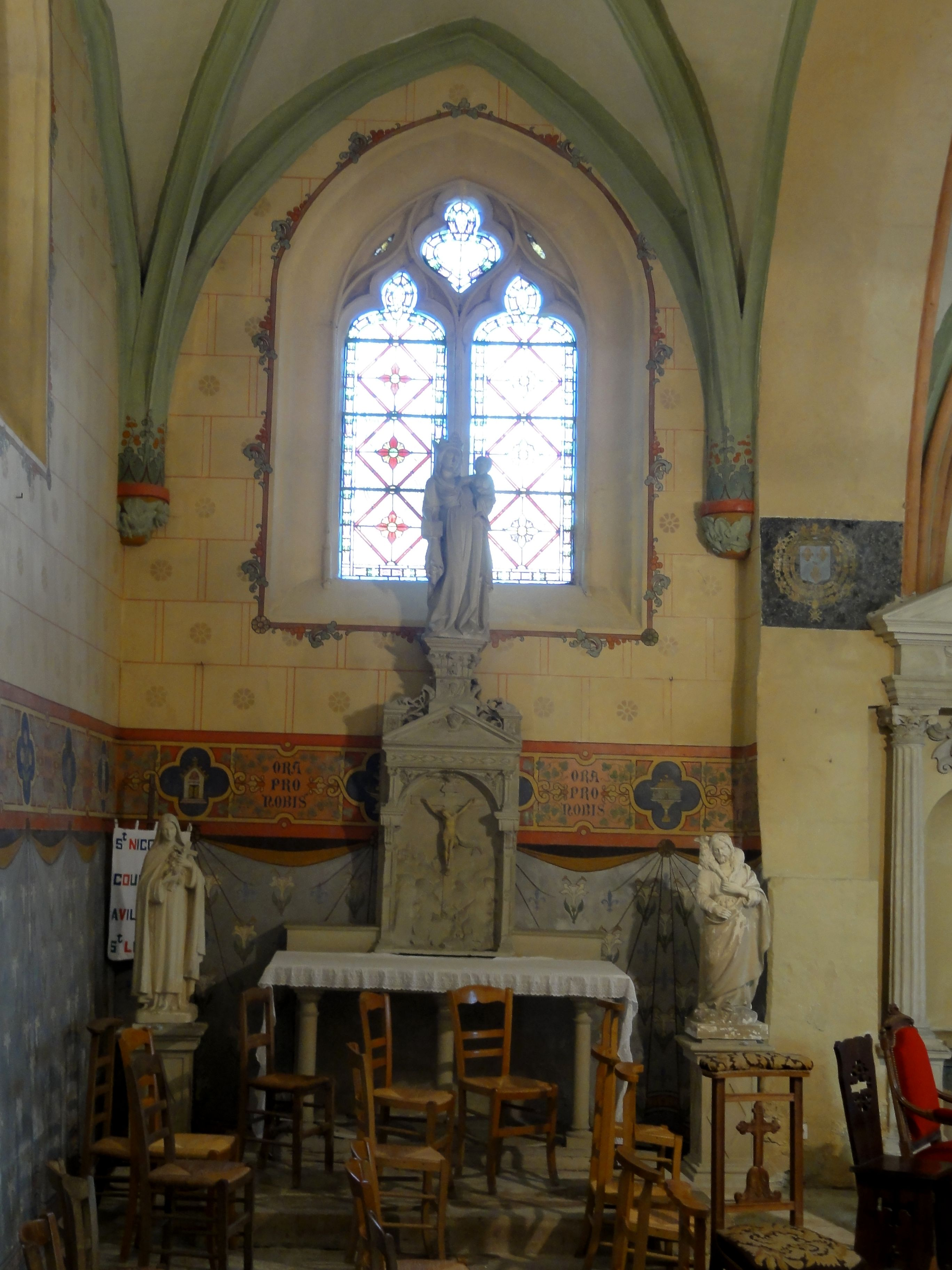
Chapelle de la Vierge.

Dans la chapelle du nord, dédiée à la Vierge Marie, le maître d'œuvre du premier quart du XVIe siècle est resté fidèle au principe appliqué trois siècles auparavant au chœur, qui est de faire retomber toutes les nervures des voûtes sur des culs-de-lampe. Comme dans le chœur, cette disposition économique n'empêche pas que tout est construit avec grand soin. Les culs-de-lampe sont tous différents et sculptés de feuilles grasses, de pampres, de chimères. Dans deux cas, des têtes de monstre sont combinées aux feuillages. Si les motifs sont un peu difficilement reconnaissables dans la première travée, qui est badigeonnée de blanc, ils sont rehaussés par une polychromie architecturale dans la seconde travée. Les voûtes sont munies de formerets, et affichent un profil prismatique aigu. Les clés de voûte sont ornés de découpages flamboyantes, dessinant des trilobes et des soufflets, et portent en leur milieu un écusson. Les fenêtres du côté nord sont des lancettes simples, dans lesquelles s'inscrit une tête trilobée. La baie du chevet montre un remplage typiquement flamboyant, qui est formé par deux lancettes aux têtes trilobées, surmontées d'un soufflet et de deux étroites mouchettes. Si la chapelle de la Vierge est globalement tout à fait à la hauteur de l'architecture de son temps, son esthétique est partiellement oblitérée par le caractère disparate et rustique des arcades vers le chœur. Néanmoins, Dominique Vermand insiste sur leur remarquable unité spatiale des parties orientales en tenant compte de leurs trois périodes de construction différentes.
La chapelle du sud paraît plus élégante, car ses deux doubleaux vers le chœur sont identiques toutes les deux, et leur mouluration est cohérente avec le profil des nervures des voûtes. Une modénature méplate règne ici, comme elle est caractéristique du voûtement d'ogives à la Renaissance, après l'abandon des voûtes flamboyantes aux dessins complexes à liernes et tiercerons. Les ogives sont des bandeaux avec plusieurs ressauts sur les faces latérales, et le doubleau est analogue, mais plus large. C'est justement le type de profil que l'on aurait attendu de voir dans la nef et son bas-côté. Les ogives, les formerets et le doubleau sont en plein cintre. Les fenêtres le sont aussi. Elles ne présentent pas de meneau, mais sont néanmoins agrémentées d'une tête trilobée, qui est composée de trois hémicycles. Stylistiquement, la chapelle du sud est donc postérieure à la nef. Il est vrai que la datation de la nef du début du XVIIe siècle ne se trouve que chez Dominique Vermand, qui se fonde sans doute sur l'inscription sur un contrefort au sud : « Ce pillier a esté fait en l'an 1603 ». Or, le contrefort peut résulter d'une réfection postérieure à l'achèvement. Les documents écrits sur la construction de l'église font défaut. Louis Graves affirme que tout sauf le chœur aurait été reconstruit en 1690, et l'abbé Vattier n'a pas remis en question cette datation, dont l'on ignore sur quoi elle se base. Il devrait s'agir d'une simple réparation, car l'architecture renvoie bien au XVIe siècle. En ce qui concerne les clés de voûte de la chapelle du sud, ce sont des disques décorés de motifs renaissants disposés de façon concentrique autour du milieu. Les culs-de-lampe au droit du mur méridional et au sud du pilier des grandes arcades arborent des motifs de feuillages très stylisés. Le dallage en pierre calcaire donne un certain cachet à la chapelle. On peut s'étonner de ne pas trouver d'autel au chevet, mais les fonts baptismaux, normalement situés près de l'entrée d'une église. Il est encore plus curieux qu'ils voisinent avec deux monuments funéraires, des gisants, à leur gauche et à leur droite,,.

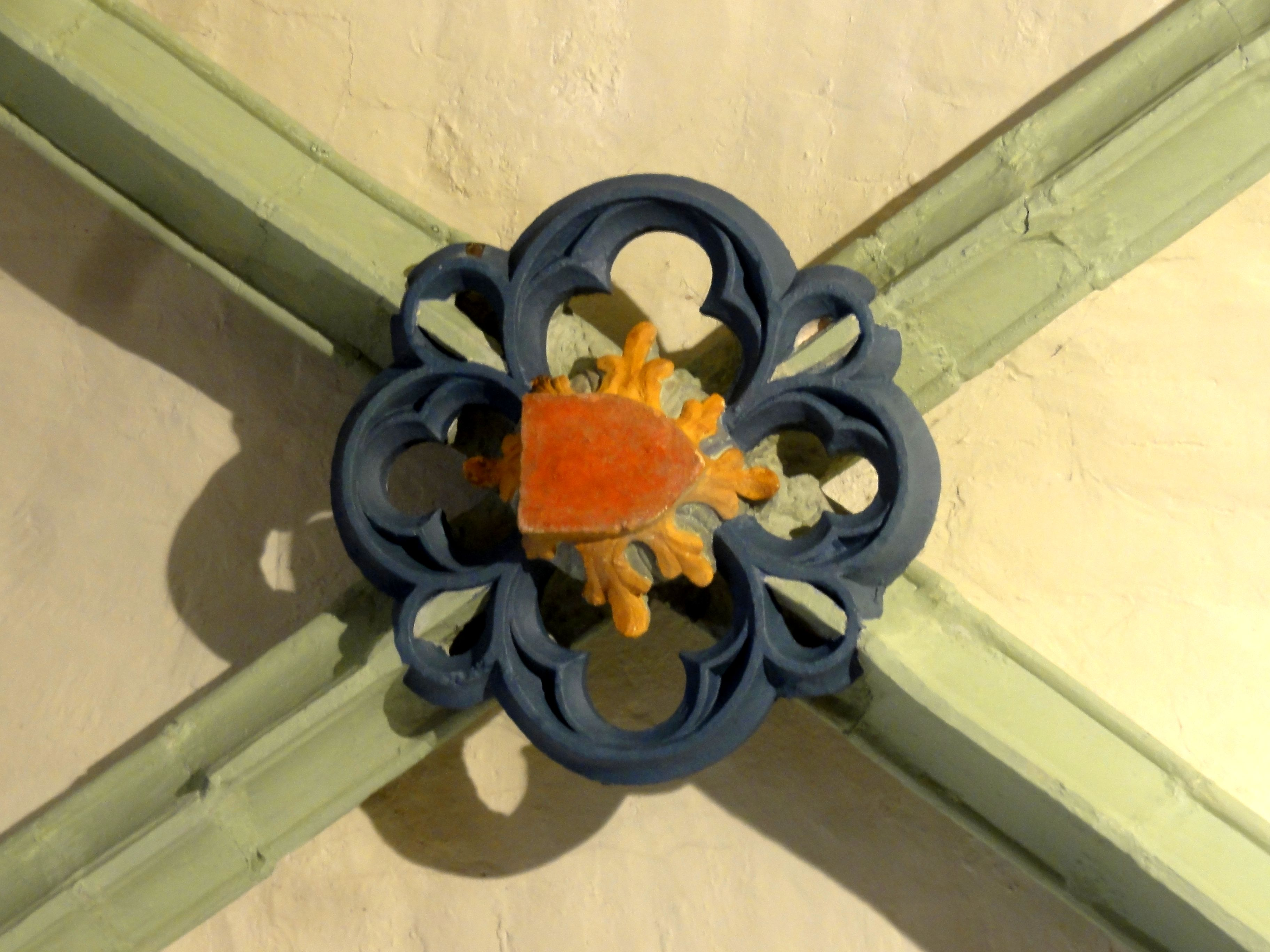
Chapelle nord, clé de voûte de la 2e travée.
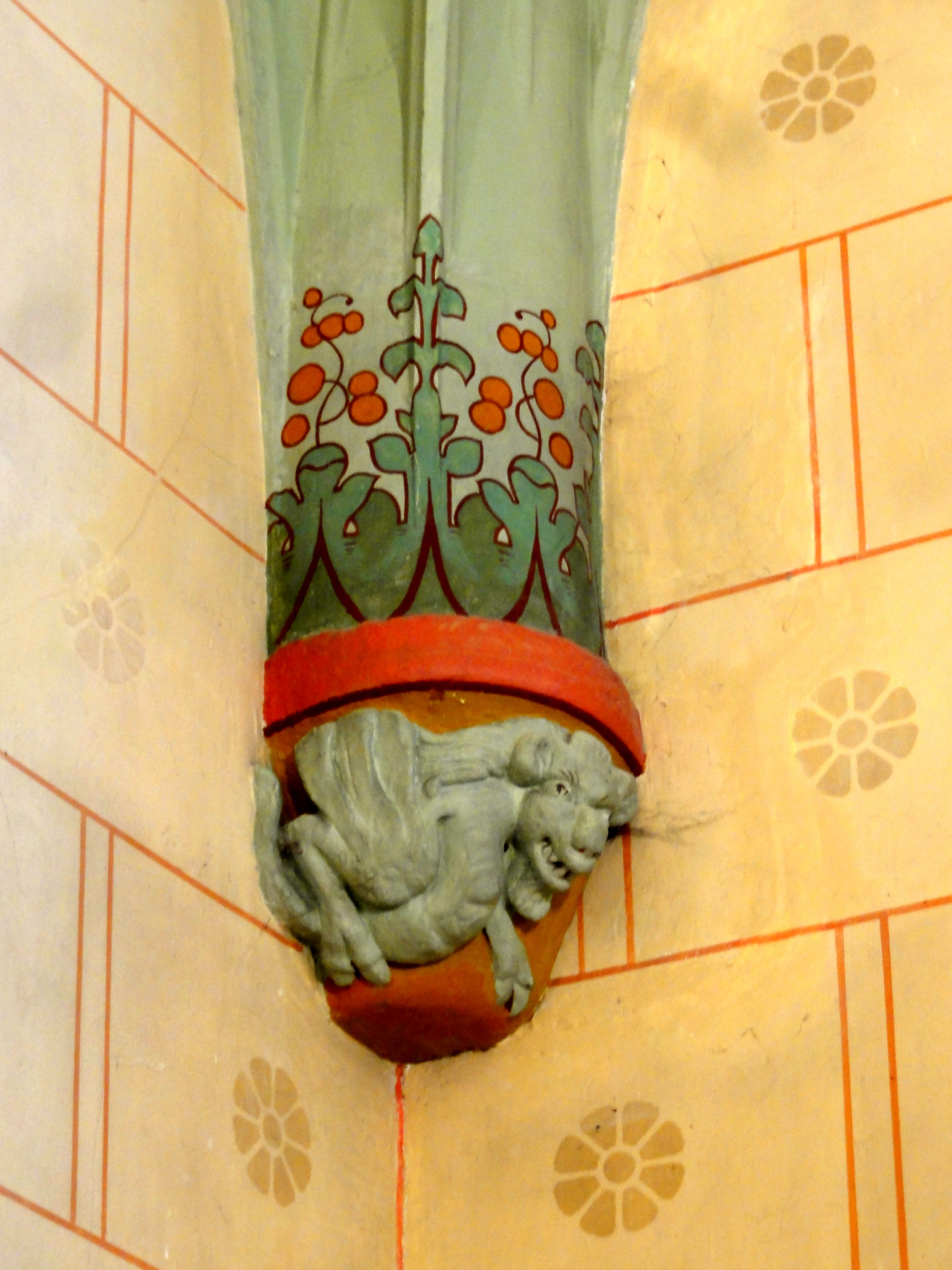
Chapelle nord, cul-de-lampe au droit du chevet.
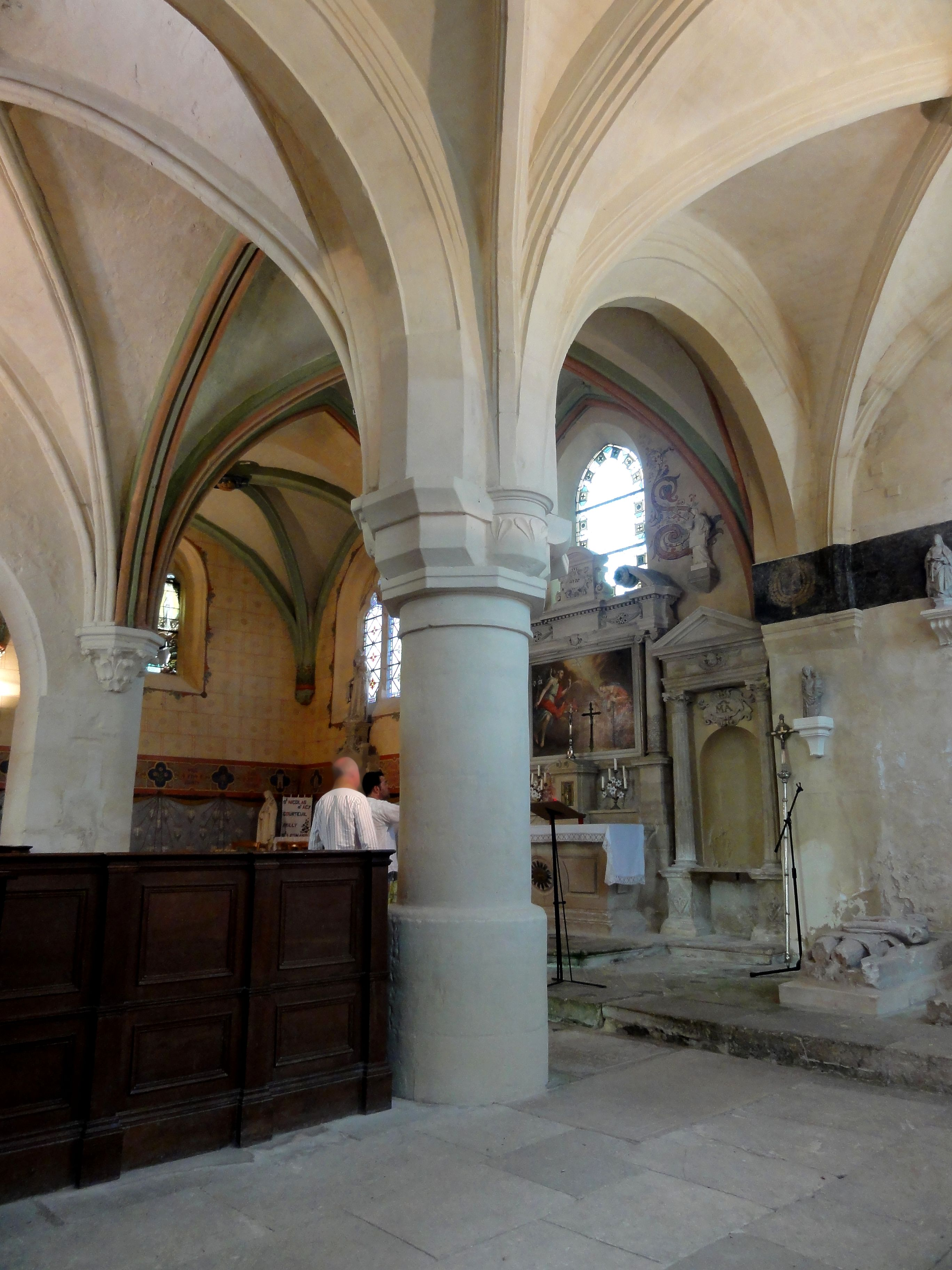
Chapelle sud, vue diagonale vers le nord-est.
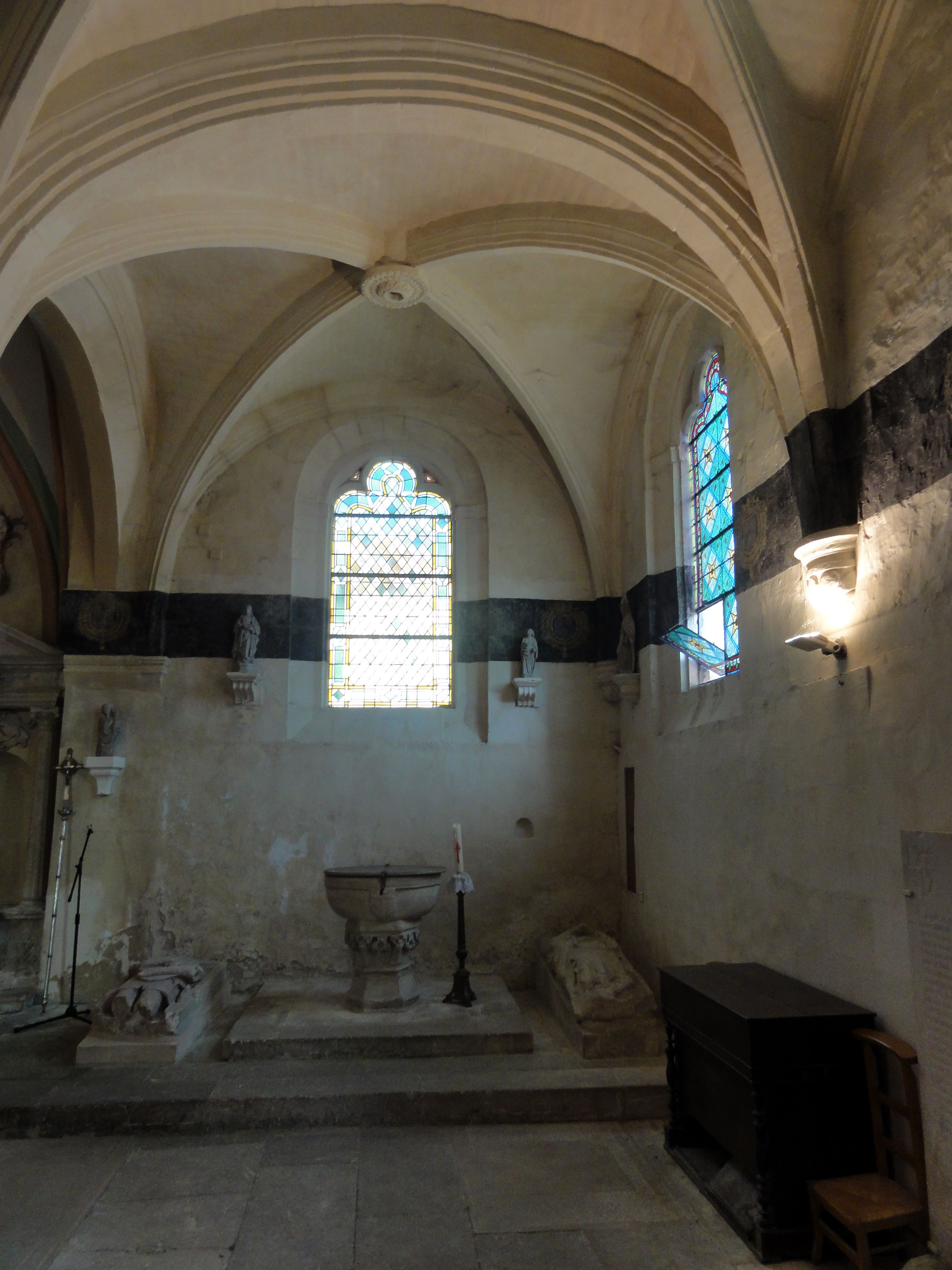
Chapelle sud, vue vers l'est.
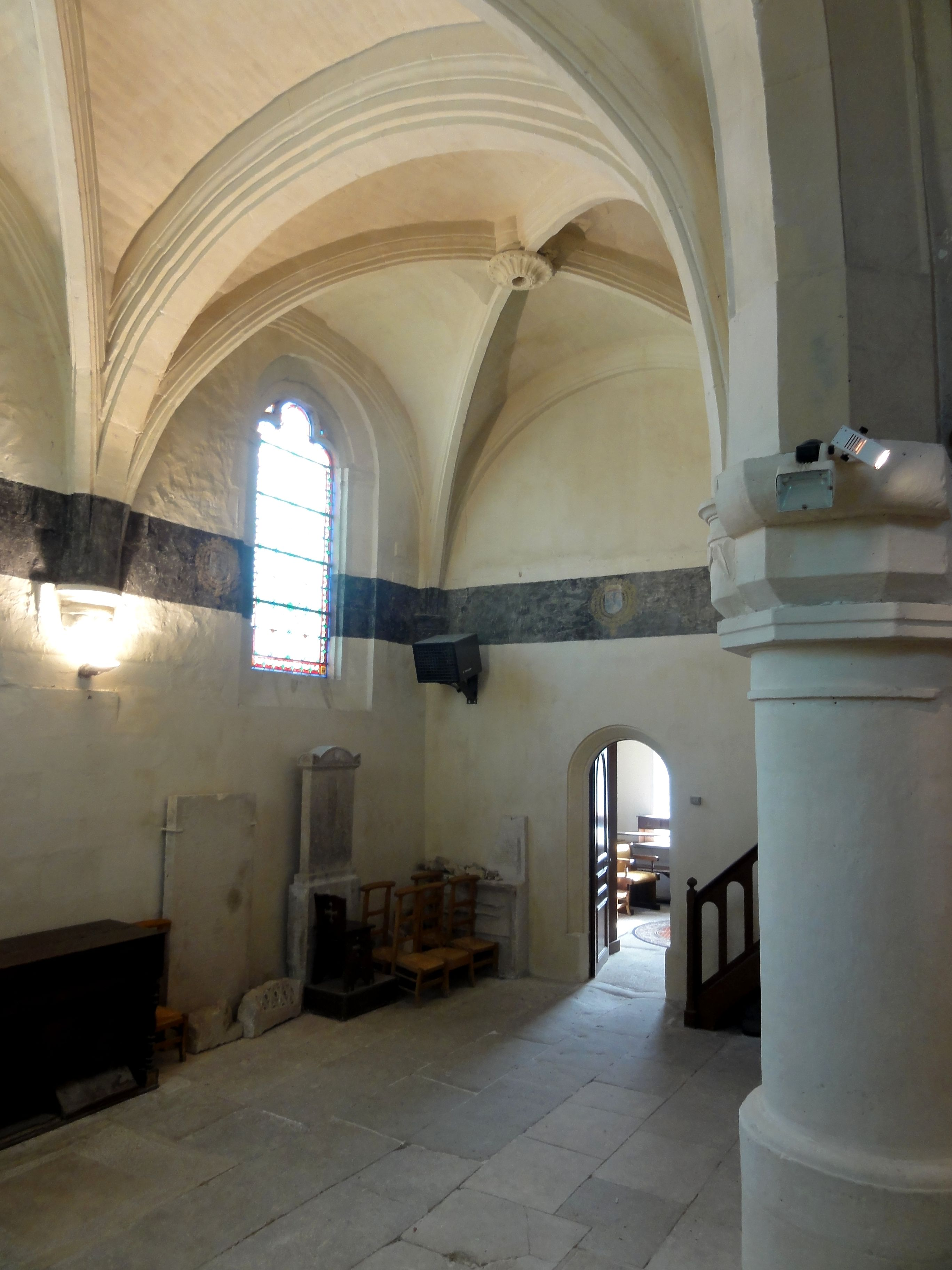
Chapelle sud, vue vers l'ouest.
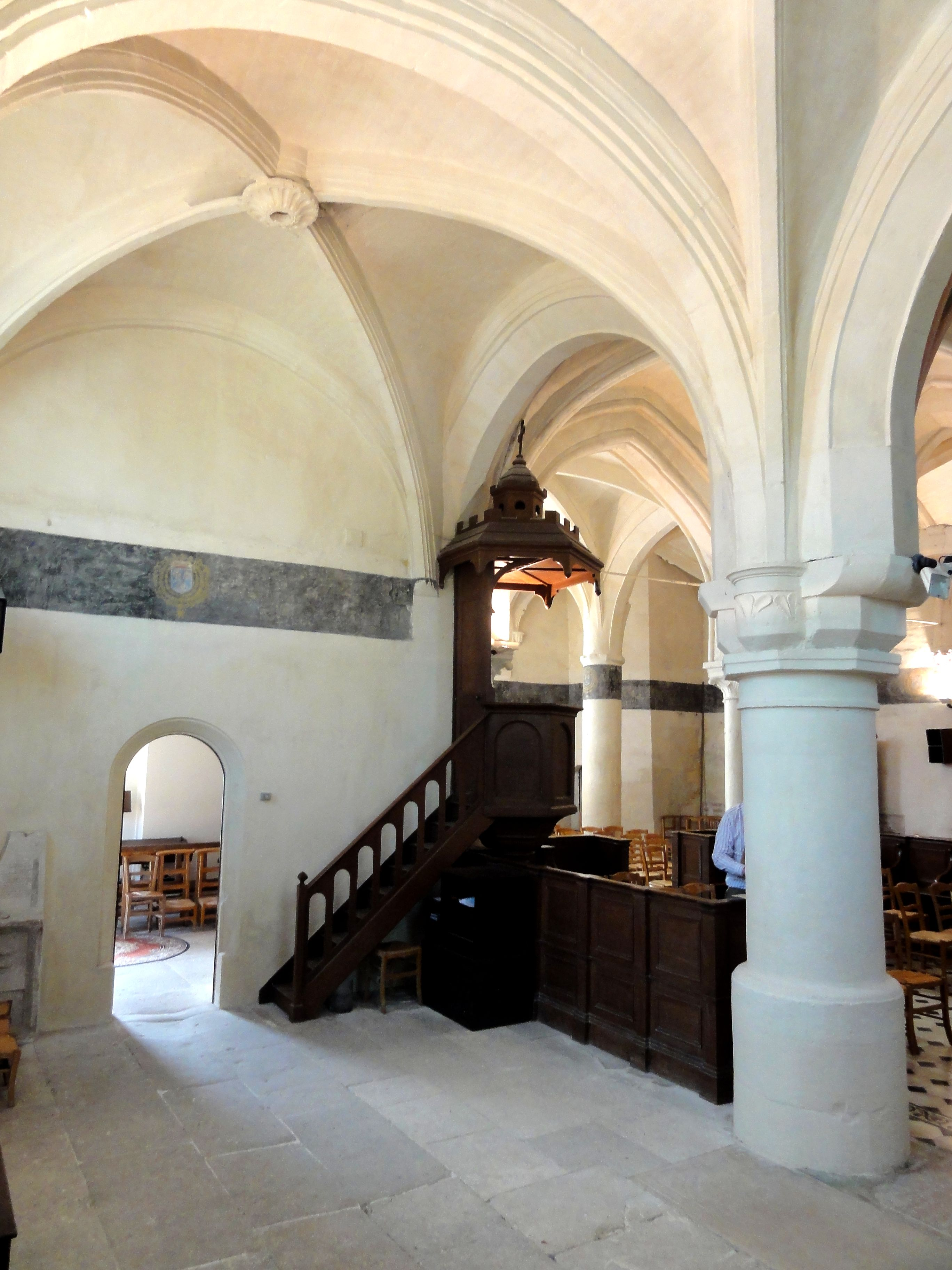
Chapelle sud, vue vers le nord-ouest.

### Extérieur

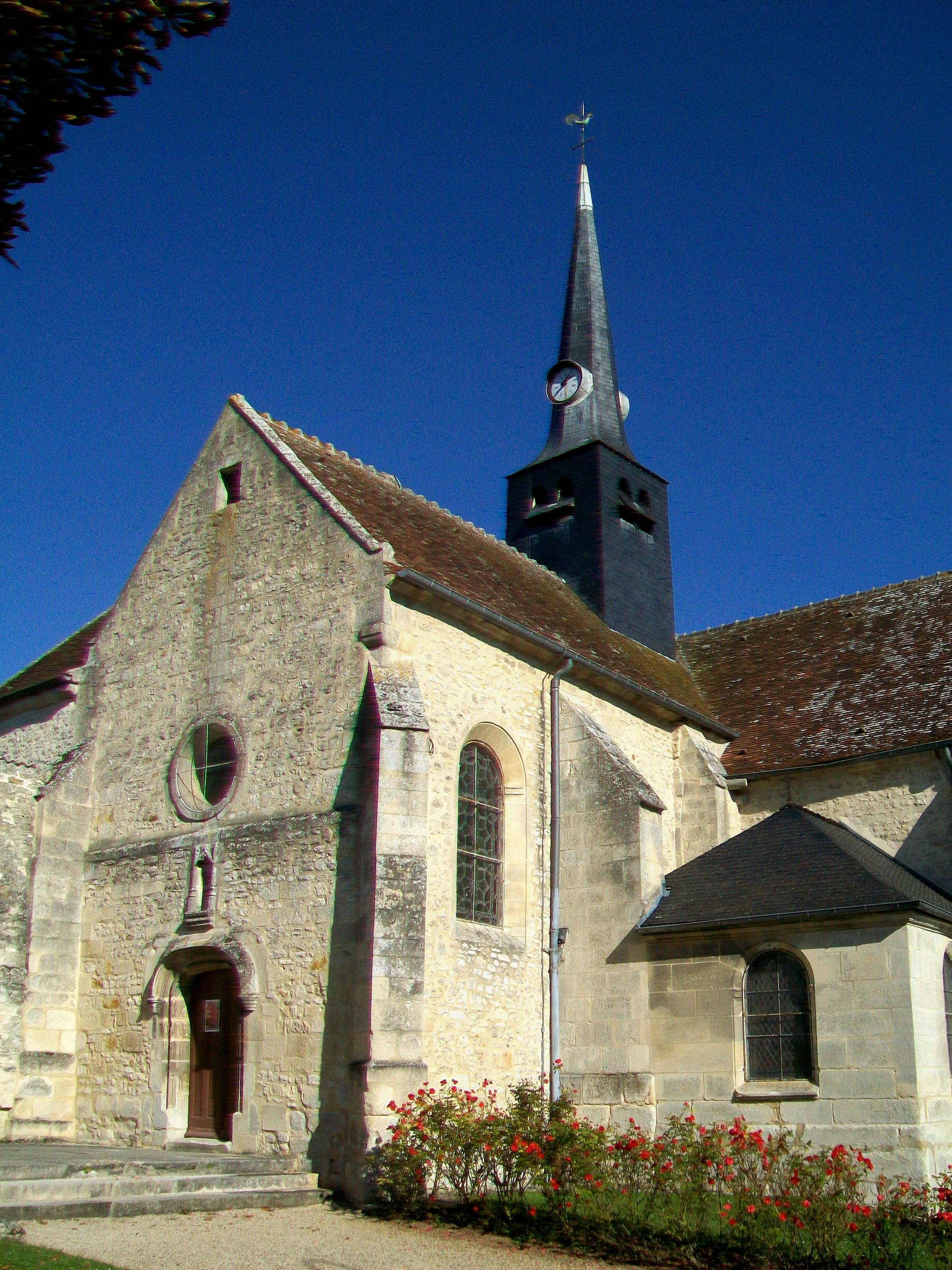
Façade occidentale, nef, clocher et sacristie.

L'extérieur de l'église n'est pas bien remarquable, et Dominique Vermand qualifie sa silhouette de ramassée. Louis Graves signale seulement le portail occidental, et ne consacre pas plus de cinq lignes à la description de l'église. L'abbé Vattier considère l'église comme pauvre. Il a peu de considération pour les qualités architecturales et artistiques de l'église, et estime donc qu'il n'a pas grande chose à ajouter à la description de Graves. Selon cet auteur, le portail occidental en anse de panier présente une mouluration caractéristique du XVIe siècle, ce qui paraît évident et permet de douter de la date de construction tardive avancée par Vermand, le début du XVIIe siècle. Le portail est entouré de moulures prismatiques, qui ont perdu leurs bases, et il est surmonté d'une archivolte supplémentaire, qui retombe sur deux culs-de-lampe. Au-dessus du portail, une niche à statue actuellement vide est ménagée dans l'épaisseur du mur. Elle est entourée de deux clochetons plaquées, et se termine par une arcature trilobée. En haut de la niche, le mur se retraite grâce à un fruit. La partie supérieure de la façade est ajourée d'un oculus rond, non décoré. Le chaînage entre l'oculus et le sommet du pignon, les chaînages d'angle et les contreforts sont à peu près les seuls éléments pour lesquels l'on a eu recours à de la pierre de taille. Sinon, l'appareil est constitué de moellons noyés dans un mortier,,.
Les contreforts de la nef s'amortissent par un glacis formant larmier. Un contrefort biais flanque l'angle sud-ouest, ce qui est caractéristique de la seconde moitié du XVIe siècle et de la période qui suit. Au-dessus du toit de la sacristie, on peut distinguer le sommet d'un contrefort moins saillant, avec un larmier moins prononcé : il devrait remonter au début du XIIIe siècle, et appartient déjà au chœur. Des contreforts biais reviennent aux extrémités de la chapelle du sud. À l'instar du contrefort au milieu du mur-pignon, ils s'achèvent par un chaperon, et ils sont en plus sommés d'un vase sculpté. Ces détails, ainsi que les légères moulurations autour des fenêtres, soulignent encore le soin apporté à la construction de la chapelle. Quant au chevet plat, il montre un ordonnancement assez conventionnel, avec un pignon au milieu correspondant au vaisseau central, et des toits en bâtière perpendiculaires correspondant aux chapelles. Le mur-pignon du début du XIIIe siècle fait légèrement saillie par rapport aux chapelles, et les deux contreforts orthogonaux qui flanquent les angles ne sont pas incorporés dans les murs de ces dernières. Ils présentent à mi-hauteur une retraite importante moyennant un glacis, et se terminent par un glacis, à l'instar du contrefort au-dessus du toit de la sacristie. Ce sont des contreforts à ressaut caractéristique de la période gothique primitive, quand les ressauts se multiplient généralement sur les édifices plus élevés.

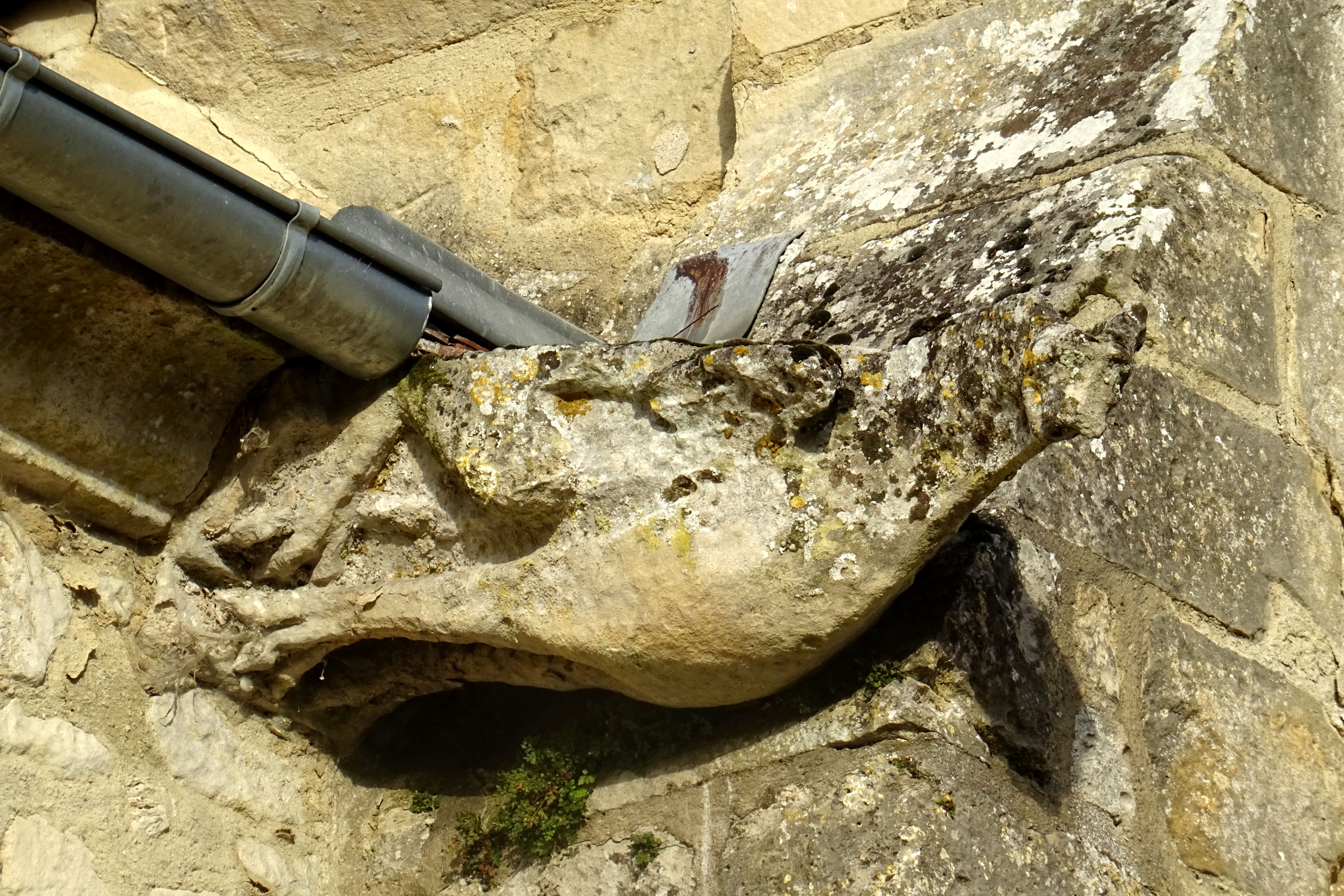
Gargouille à côté du chevet du vaisseau central.
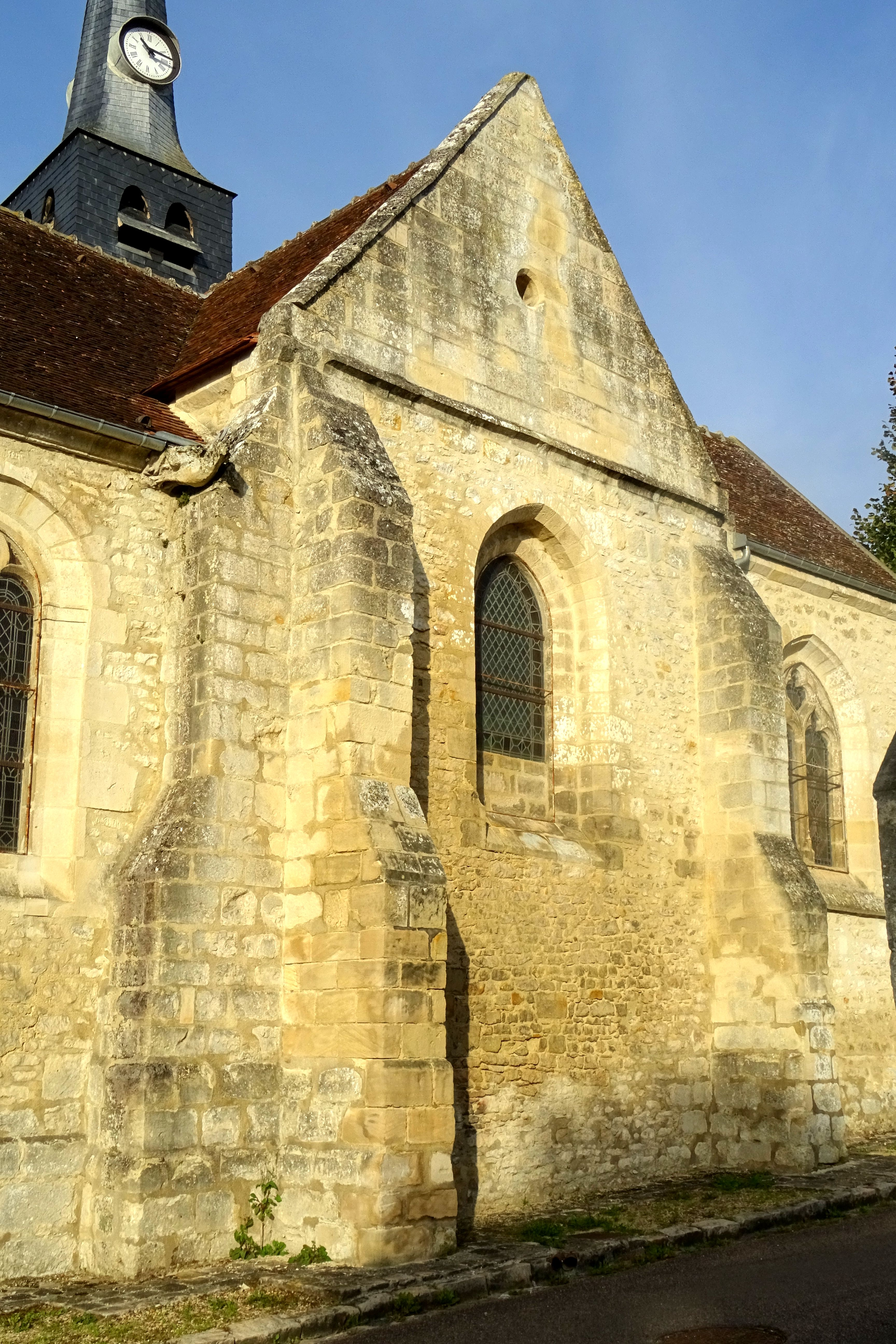
Chevet du vaisseau central.
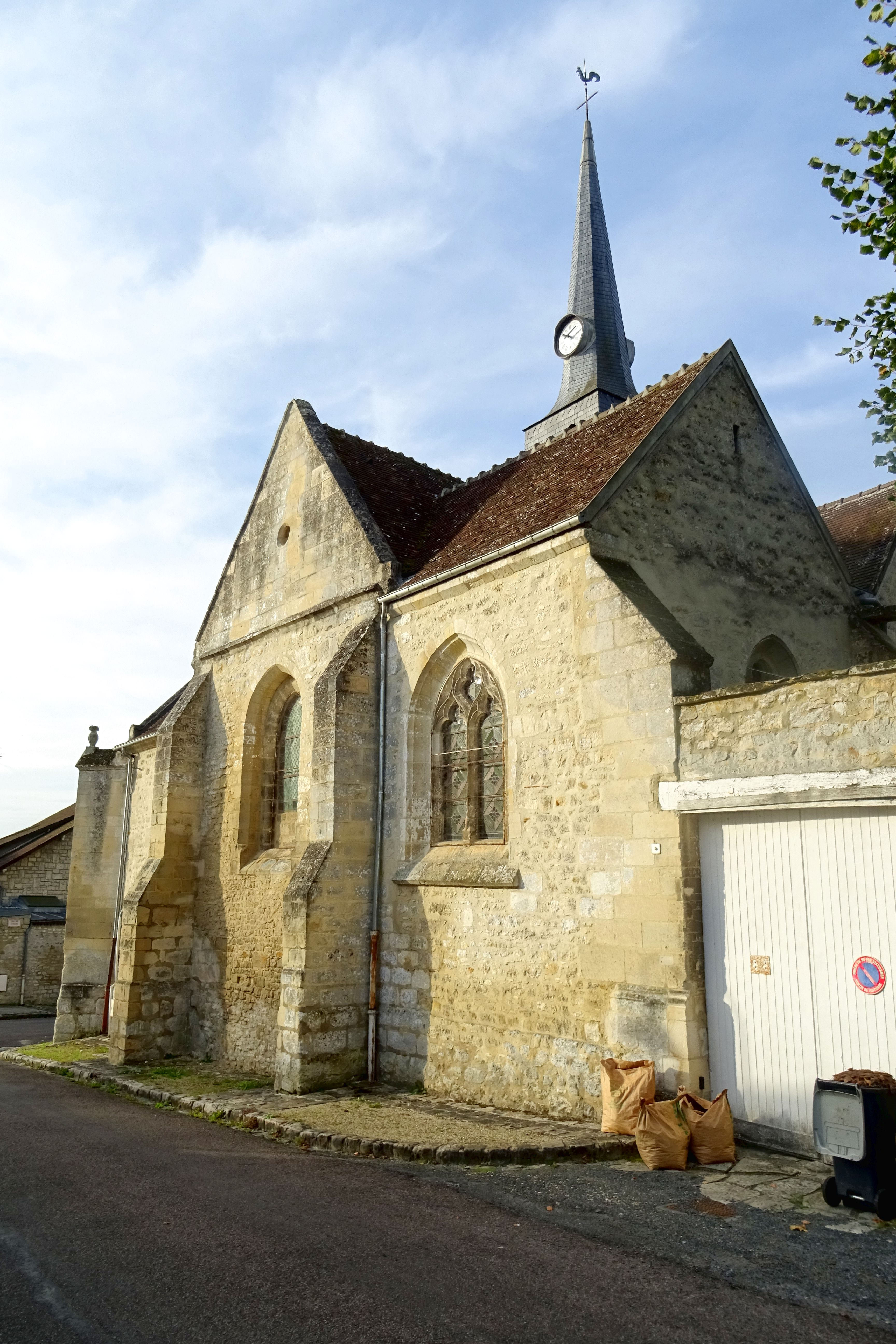
Vue depuis le nord-est.
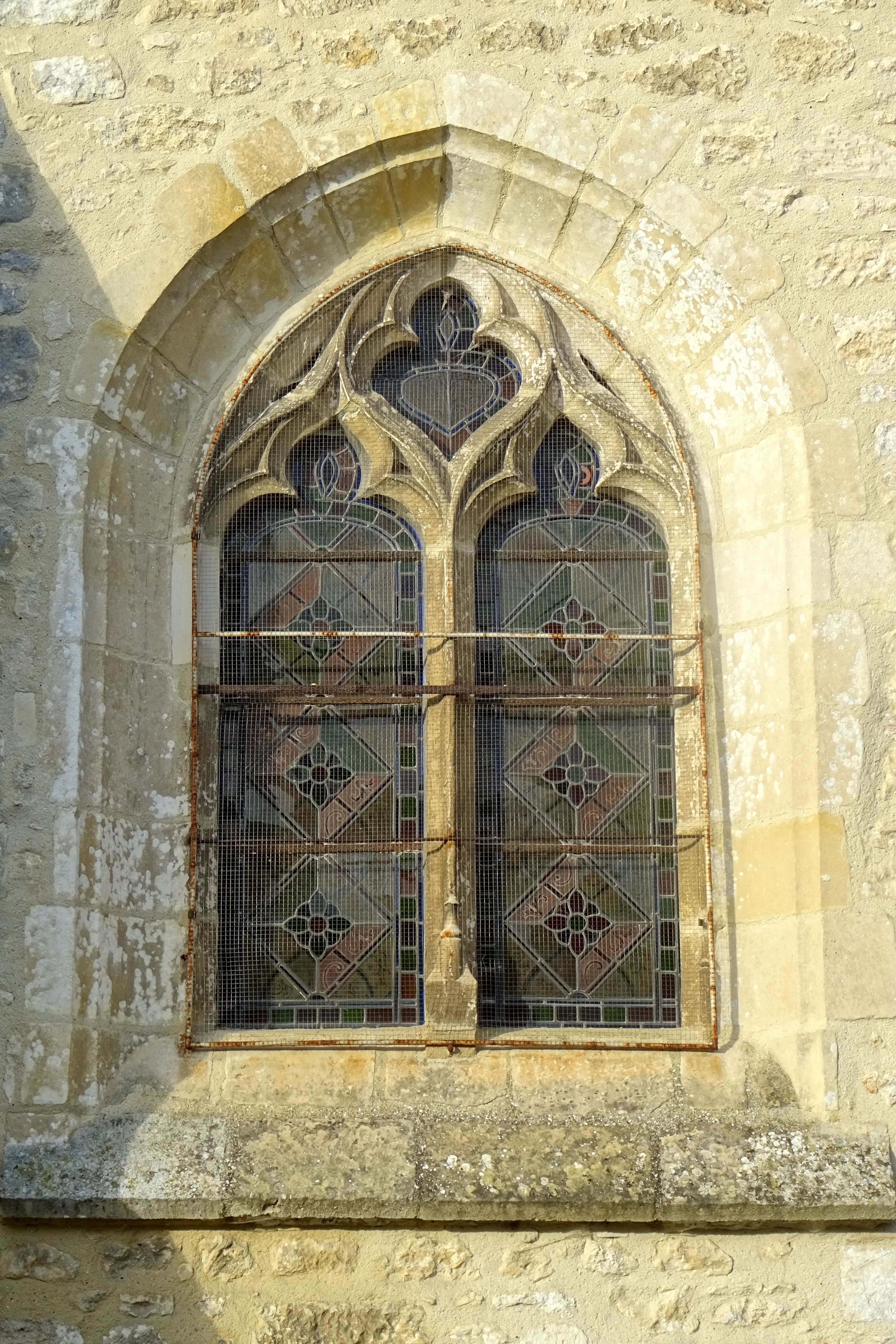
Chevet, baie de la chapelle latérale nord.
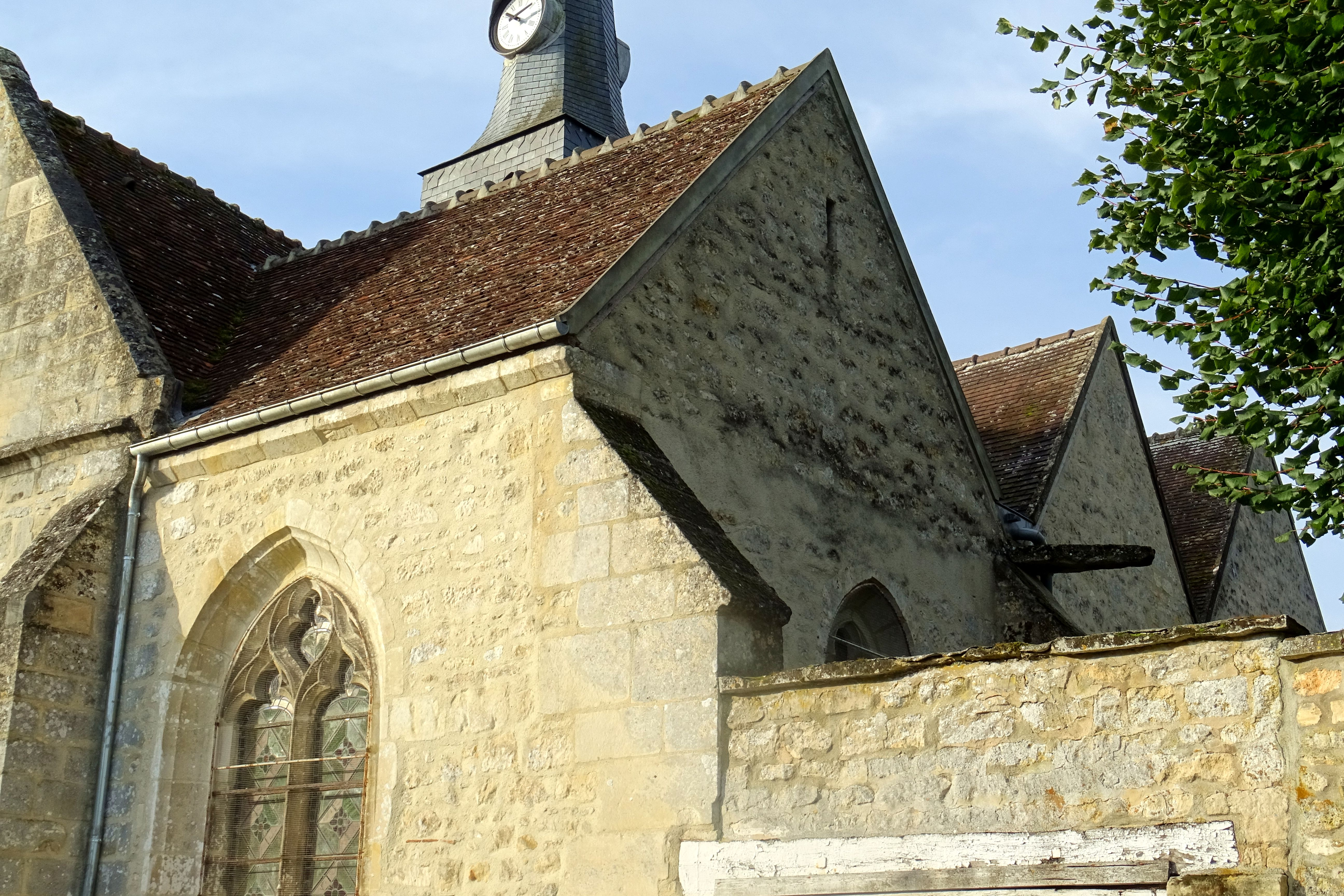
Toitures de la chapelle latérale et du bas-côté nord.

## Mobilier

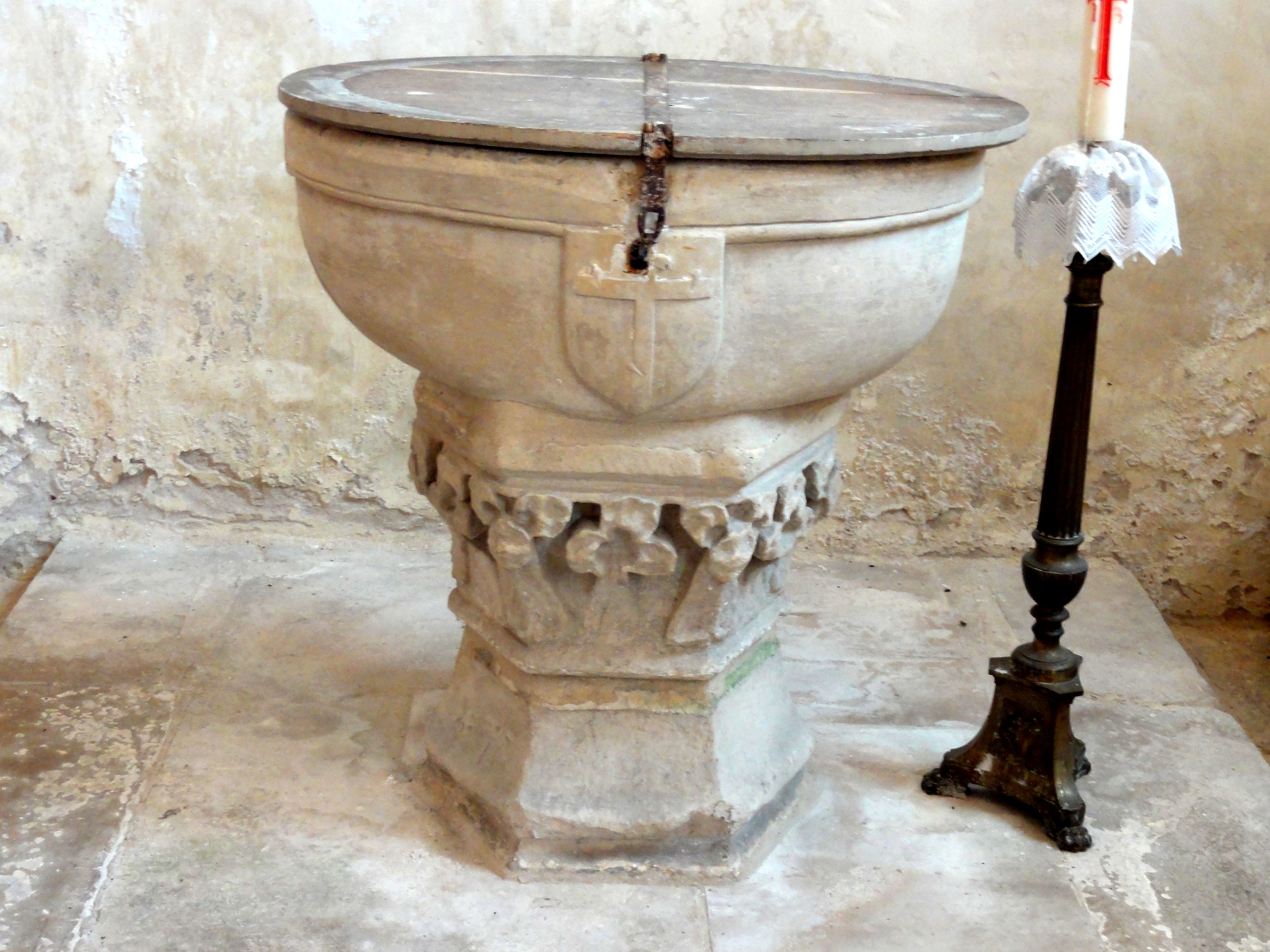
Fonts baptismaux.

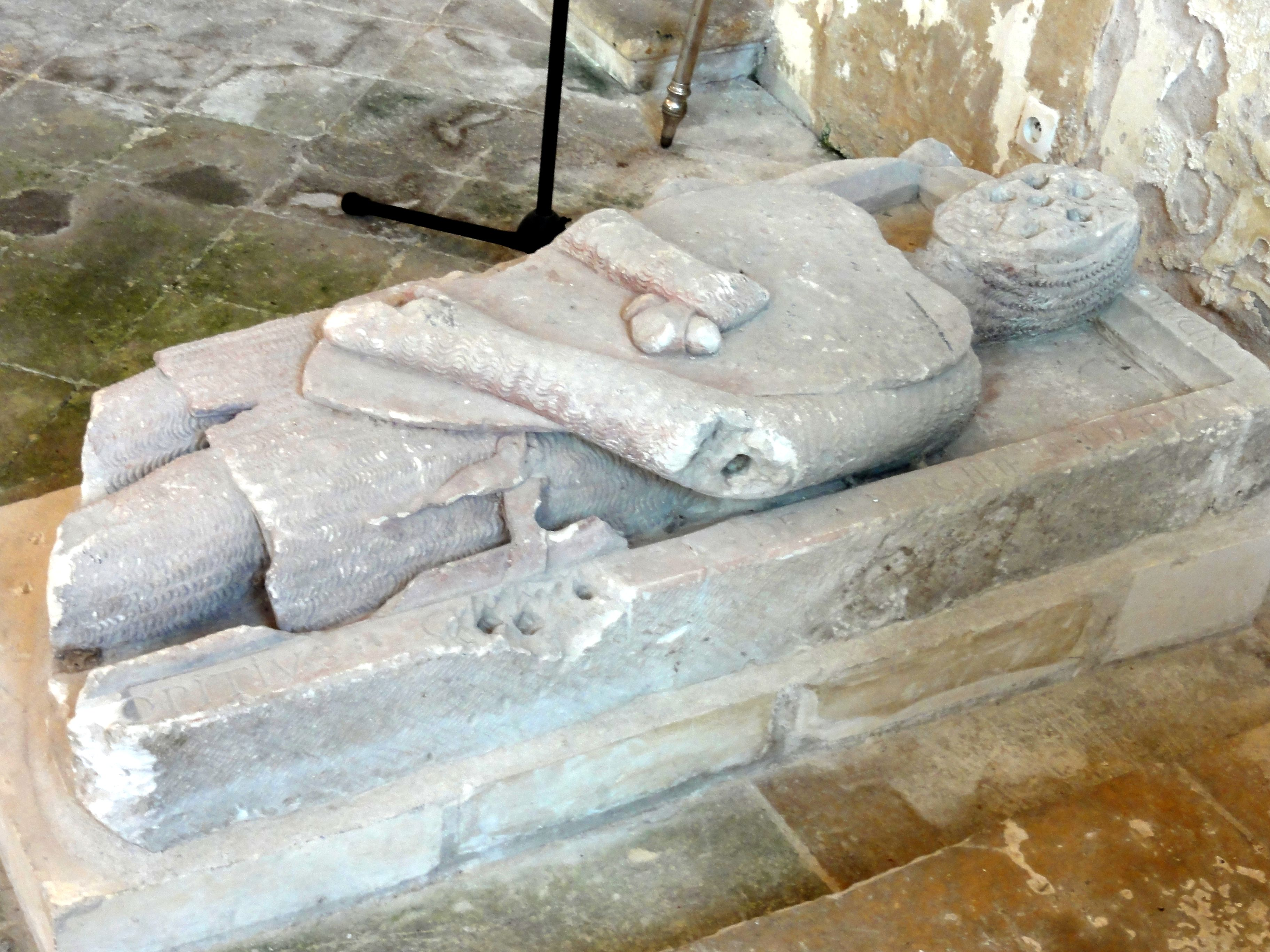
Gisant de Guy de La Tour.

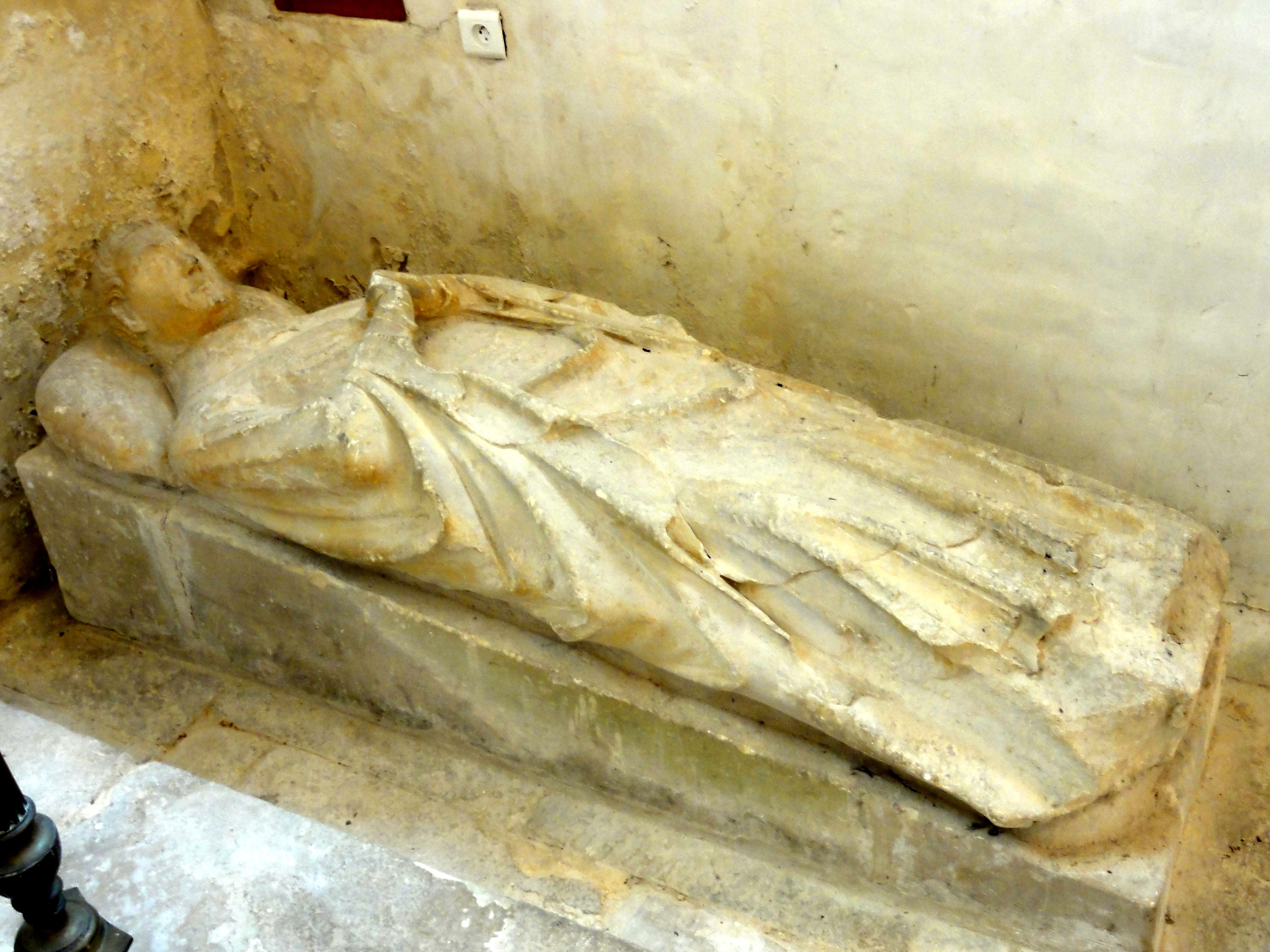
Gisant d'un prieur.

L'église Saint-Gervais renferme six éléments de mobilier classés monuments historiques au titre objet. Ils relèvent tous du domaine de la sculpture ; quatre sont des monuments funéraires. Au moins les deux gisants proviennent du prieuré de Saint-Nicolas-d'Acy.
- La statue de la Vierge à l'Enfant en pierre calcaire mesure 118 cm de haut et date du second quart du XIVe siècle. Elle trône au-dessus de l'autel de la Vierge au chevet de la chapelle nord. La sculpture est en ronde-bosse, mais son revers est plat. L'œuvre devait être anciennement polychrome, mais a été entièrement badigeonnée de blanc. La Vierge, couronnée, tient un livre ouvert dans sa main droite, qu'elle présente vers le spectateur ; l'enfant Jésus joue avec la robe de sa mère et tient une pomme dans l'autre main[13].
- Les fonts baptismaux en pierre calcaire mesurent 97 cm de haut, et datent du XIVe siècle. Ils se composent d'une cuve ovale aux extrémités pointues, mesurant 88 cm de long et 60 cm de large, et d'un pied octogonal. Celui-ci se compose de deux registres, à savoir une base à huit faces légèrement galbées et une sorte de chapiteau. Il est sculpté d'une grosse feuille avec une extrémité recourbée en crochet à chaque angle, et d'une grand feuille trilobée au milieu de chaque face de la corbeille. Quant à la cuve, un écu chargé d'une croix latine constitue son unique décor[14].
- Le gisant du chevalier Guy de La Tour, en pierre calcaire, mesure 142 cm de haut, et semble dater de la limite XIIe et XIIIe siècles, bien que le défunt soit mort en 1106. Le défunt est représenté de face, en cotte de mailles et muni d'un bouclier. La tête a été burinée et perforée de trous à la Révolution. L'inscription en latin est portée sur la bordure de la dalle, et n'est plus entièrement lisible « hic jacet egregius Guido de turre vacatus, cui sit propitius christus de virgine natus, fundator ecclesie »[15]. Le fait que le chevalier soit considéré comme fondateur de l'église explique facilement qu'un monument à sa mémoire ait été commandé à titre posthume.
- Le gisant d'un prieur du prieuré de Saint-Nicolas-d'Acy, en pierre calcaire, mesure 183 cm de long, et porte le style de la première moitié du XIVe siècle. Vêtue de vêtements religieux, le défunt est couché sur sa tombe et rejoint les mains pour la prière. Il manquent les pieds, les mains et le bas du vêtement du prieur, et en raison des mutilations subies, le monument ne peut plus être identifié à un personnage concret. Des traces de polychromie anciennes ont été relevées[16].
- La dalle funéraire du curé Jean Matlyn ou Mathon, en pierre calcaire, présente un transi, mesure 114 cm de long pour 83 cm de large, et date de 1480. Ce monument n'est apparemment plus conservé dans l'église, et s'est fendu en trois parties, probablement au moment de sa pose. Il est conçu pour être scellé dans un mur, dans le sens longitudinal, ce qui correspond à la représentation du défunt en tant que cadavre. L'épaisse dalle est sculpté en bas-relief, et s'organise en deux registres. Le registre supérieur contient le transi proprement dit ; le registre inférieur contient une scène que chaque auteur interprète d'une manière différent. Deux personnes sont représentées en buste, avec des phylactères sortant de leur bouche, dont l'un dit « Tædet animam meam vitæ meæ » — « la vie me dégoûte » (Job, 10, 1). Nicolas Déjardin et Bertrand Fournier, rédacteurs de l'Inventaire général du patrimoine culturel, voient l'Annonciation et  donc la Vierge Marie et l'archange Gabriel ; Eugène Müller voit deux anges ; et l'abbé Vattier voit deux moines avec leurs capuches. Une épitaphe en latin est gravée sur la plate-bande à la limite entre les deux registres. Elle n'est plus entièrement lisible : « Forma, Venus, mores, sapientia, census, honores [...] Morte rucunt subita, sola manent merita le secund. Hic jacet religiosus vir fr. Johannes mathyn in theologia bacalarius, parochus juratus qui anno domini Mil CCCC°IIII xx° die vero [...] diem clausit extremum : ejus anima in pacé Christ requiscat. Amen »[17],[18],[19].
- La dalle funéraire de l'écuyer François de Waroquier, en pierre calcaire, mesure 169 cm de long pour 74 cm de large, et date de 1554. La dalle a été redressée contre le mur méridional de la première travée de la chapelle sud. Elle présente un écusson différent à chacun des quatre angles, et ne comporte sinon qu'une longue inscription en caractères gothiques, alignée à gauche. En bas à gauche, figurent les armes de Waroquier, à savoir d'azur à une main d'argent. Elles sont à l'origine d'un proverbe : « Je te donnerai les armoiries de Varoquier », c'est-à-dire une main appliquée sur la joue. En bas à droite, l'écusson combine les armes des Waroquier à celles des Thibault, qui est d'une fasce chargée de trois merlettes. Les armes des Waroquier entre dans la composition des deux écussons en haut, mais ils n'ont pas encore été identifiés. L'inscription, parfaitement lisible, est la suivante : cy gist un gentil escuyer

qu'on no[m]moit françois Waroquier

qui de l'Artois province hautaine

estoit de Moult noble origenne

il fût d'artillerie et de guerre/pour le roy loial commissaire

et lec servant en ceste guise

acquit grand los par la franchise

pour pere il eust [...] waroquier

du die pais preux Chevalier

qui en meins estours et allarmes

en commendent mena gens d'armes mais [...] qui tout attent

le tira du monde en son tems/car du Roy portant la querelle

mourut de blessure mortelle

son filz françois a eu son tour

car venant de l'armee en Cour

attaint d'ardente malladie

en ce lieu a laisse la vie

ce fut du mois d'aoust le vingt quatre

et de l'année cinquante quatre

et mil cinq cens sault que ledie

quicy luy fut lame vaine

priez passant pour le repos

de son esprit et de ces os

Anne Thibault la damoiselle

a son cher espoux tres fidelle

a faict cy mettre ceste pierre

ou son dolent cœur elle enterre

a ce que pour bienfaicts passes

son prie Dieu pour les trespasses

et que françois qui est en la garde

son filz [...] dieu regarde 

Amen.

 Eugène Müller apporte quelques renseignements biographiques sur François de Waroquier. Fils de Waast de Waroquier et d'Anne du Moulinet, il fut seigneur de Méricourt (Pas-de-Calais), et commissaire des guerres et des artilleries. Il prit pour épouse Anne Thibault, de la famille Thibault, seigneurs de Néry, dans le Valois,.